# Johannes Vermeer
Johannes Vermeer van Delft /joˈɦɑnəs vərˈmeːr vɑn dɛlft/ (bautizado en Delft el 31 de octubre de 1632- Delft, 15 de diciembre de 1675), llamado por sus contemporáneos Joannis ver Meer o Joannis van der Meer e incluso Jan ver Meer, es uno de los pintores neerlandeses más reconocidos del arte Barroco. Vivió durante la llamada Edad de Oro neerlandesa, en la cual las Provincias Unidas de los Países Bajos experimentaron un extraordinario florecimiento político, económico y cultural.
La obra completa de Vermeer es muy reducida; solamente se conocen 31 cuadros de autoría indiscutida, a los que cabe agregar un reducido número de obras de atribución debatida. Esto pudo deberse a que pintaba para mecenas, por encargo, más que para el mercado de arte.
Pintó otras obras, hoy perdidas, de las que se tiene conocimiento por antiguas actas de subastas. Sus primeras obras fueron de tipo histórico, pero alcanzó la fama gracias a sus pinturas de interiores, muchas veces consideradas de género, que forman la mayoría de su producción. En vida fue un pintor de éxito moderado. No tuvo una vida desahogada, quizá debido al escaso número de pinturas que producía, y a su muerte dejó deudas a su esposa y once hijos.
Prácticamente olvidado durante dos siglos, a partir de mediados del siglo XIX la pintura de Vermeer tuvo un amplio reconocimiento. Théophile Thoré contribuyó a la consagración de Vermeer con unos artículos periodísticos muy elogiosos. Actualmente es considerado uno de los más grandes pintores de los Países Bajos. También es particularmente reconocido por su maestría en el uso y tratamiento de la luz.

## Biografía

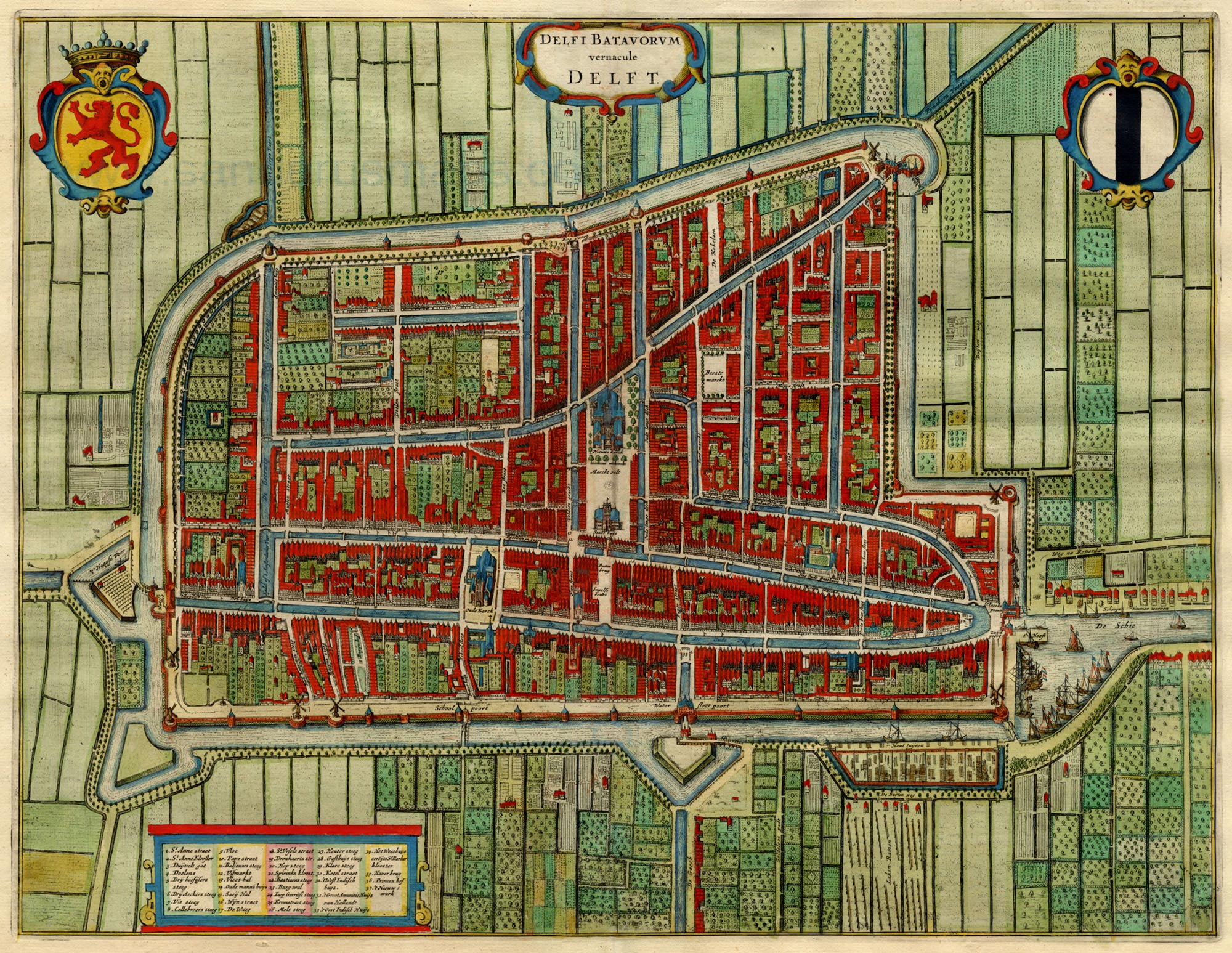
Plano de Delft en 1649, por Joan Blaeu.

Existe poca información sobre la vida de Johannes Vermeer, únicamente algunos hechos básicos anotados en registros y documentos legales, así como comentarios sobre él de otros artistas. Debido a esto, Thoré lo denominó la "Esfinge de Delft".
La fecha de nacimiento no se conoce con precisión, aunque se sabe que fue bautizado como cristiano en la iglesia protestante Nieuwe Kerk de la ciudad de Delft el 31 de octubre de 1632, bajo el nombre de Joannis. Fue el segundo hijo, y único varón, de Reynier Jansz y Digna Baltens. Su padre procedía de Amberes, y se trasladó en 1611 a Ámsterdam, trabajando como tejedor de seda, oficio entonces propio de la clase media. En 1615 se casó con Digna, nacida en Amberes, trasladándose con el nombre de Vos a Delft, donde abrió en 1641 una fonda llamada la Mechelen en recuerdo de una famosa beffroi (torre-campanario) de Malinas (Mechelen en flamenco) que se encontraba en las proximidades del «halle» o plaza del mercado de la ciudad de Delft. Allí Joannes realizó siendo casi niño los menesteres de comercio; tras el deceso de su padre, en 1652, Joannes heredó el local con los asuntos comerciales de su padre. Además, Reynier Jansz pertenecía oficialmente al gremio de San Lucas de Delft como marchante de arte. Allí Jansz conoció a pintores como Pieter van Steenwyck, Balthasar van der Ast y Pieter Groenewegen.
No obstante aunque Vermeer van Delft era de familia protestante, se casó con una joven católica llamada Catharina Bolnes en abril del 1653. Fue un matrimonio desafortunado: además de las diferencias religiosas (muy en ascuas para aquella época), la familia de la esposa era más rica que la de Vermeer. Parece que él mismo se habría convertido antes del matrimonio porque su progenie tuvo nombres del santoral católico; además —entre otras cosas— una de sus pinturas llamada Alegoría de la fe, refleja la fe en la eucaristía, pero no se sabe si se refiere a la fe de Vermeer o a la de su comitente. Poco tiempo después de las nupcias, la pareja se mudó a la casa de la madre de Catharina, Maria Thins, una viuda de buena condición económica que vivía en el barrio católico de la ciudad. Vermeer habría vivido aquí con toda su familia durante el resto de su vida. Maria tuvo un papel fundamental en la obra de este pintor: no solo la primera nieta fue llamada con su nombre, también utilizó sus rentas para conseguir la fama de su yerno en el mundo del arte. 

### Formación
Sobre su formación como pintor no existe información segura. Se hizo miembro del gremio de San Lucas el 29 de diciembre de 1653 como pintor libre. A este hecho tuvo que precederle una amplia formación de seis años de aprendizaje, pues solo como maestro se podía ser miembro del gremio. Es posible que Vermeer fuera alumno de Leonaert Bramer, hipótesis que no ha tenido mucho eco por las diferencias de estilo, a pesar de que está documentada una relación entre ambos. También se han demostrado contactos con Gerard ter Borch. Asimismo se ha especulado con que fuera alumno de Carel Fabritius, que a su vez se había formado en el taller de Rembrandt. Esta hipótesis fue ampliamente aceptada desde que en el siglo XIX, Théophile Thoré la defendió y sigue estando muy extendida, pero en la actualidad los expertos dudan de su veracidad. En su lugar, se suele mencionar a Pieter de Hooch, que vivió en Delft entre 1652 y 1661, como una de las principales influencias de Vermeer, ya que se puede reconocer el estilo de Hooch, refinado y perfilado, en la pintura costumbrista de Vermeer.

### Vida familiar y trabajo

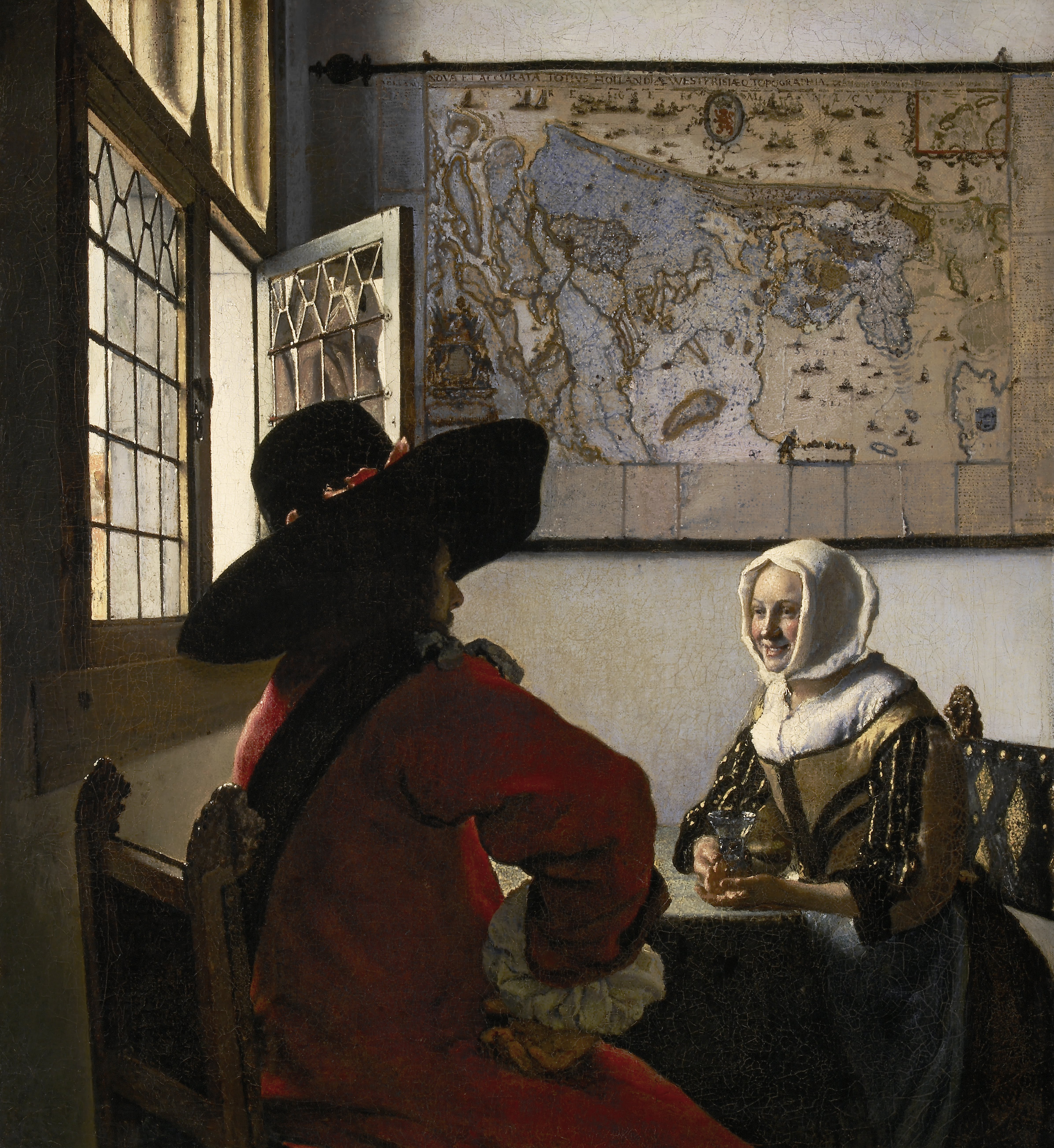
Militar y muchacha riendo, 1658. Óleo sobre lienzo, 50,6 x 46 cm. Nueva York, Frick Collection.

Johannes Vermeer se casó el 20 de abril de 1653 con Catharina Bolnes en Schipluy, un pueblo cerca de Delft. La madre de Catharina, Maria Thins, se opuso inicialmente al matrimonio. Una de las razones pudiera ser la confesión calvinista de Vermeer, mientras que Catharina Bolnes era católica. Solo tras la recomendación del pintor católico Leonaert Bramer decidió Maria Thins aceptar el matrimonio. Si Vermeer se hizo católico o no, sigue siendo discutido.
En 1660, Vermeer se trasladó con su mujer a casa de su suegra en el Oude Langendijk. Con Catharina Bolnes tuvo quince hijos, de los que como mínimo cuatro murieron siendo niños. Parece que Johannes Vermeer no ganaba el suficiente dinero para poder alimentar a su numerosa familia. Debido a que pintaba un promedio de solo dos cuadros al año, debía tener otras fuentes de financiación. Se sabe que ayudaba a su madre en la tasca Mechelen, en el Gran Mercado de Delft, que esta había heredado a la muerte de su marido y en la que Vermeer muy probablemente tenía instalado su negocio de arte, una actividad muy extendida entre los pintores neerlandeses del siglo XVII. En los años 1662 y 1663, así como en 1670 y 1671, Vermeer fue decano del gremio (o guilda) de San Lucas. Como todos los artesanos del siglo XVII debía pertenecer a un gremio para poder realizar su actividad y este, a su vez, fijaba las reglas con las que trabajaban sus miembros. La posición de decano era muy influyente, lo que demuestra que Vermeer era un personaje respetado en Delft.
Vermeer pudo ver en vida que sus cuadros alcanzaban altos precios. Pintó pocos cuadros para el mercado libre del arte; sus cuadros eran en su mayoría para mecenas, como el panadero Hendrick van Buyten. Pero no se sabe si los mecenas encargaban al pintor los cuadros o si solo tenían un derecho preferencial a la compra. Ya se ha mencionado que además de su actividad artística, Vermeer trabajaba como experto en arte. Así, por ejemplo, comprobó la autenticidad de una colección de cuadros venecianos y romanos que el tratante de arte Gerrit van Uylenburgh quería vender por 30 000 florines al príncipe elector de Brandeburgo Federico Guillermo I. Viajó en 1672 a La Haya, donde examinó los cuadros junto con el pintor Hans Jordaens. Negó la autenticidad de los cuadros ante notario, declarando que su valor era como máximo un décimo del precio solicitado.

### Últimos años y muerte

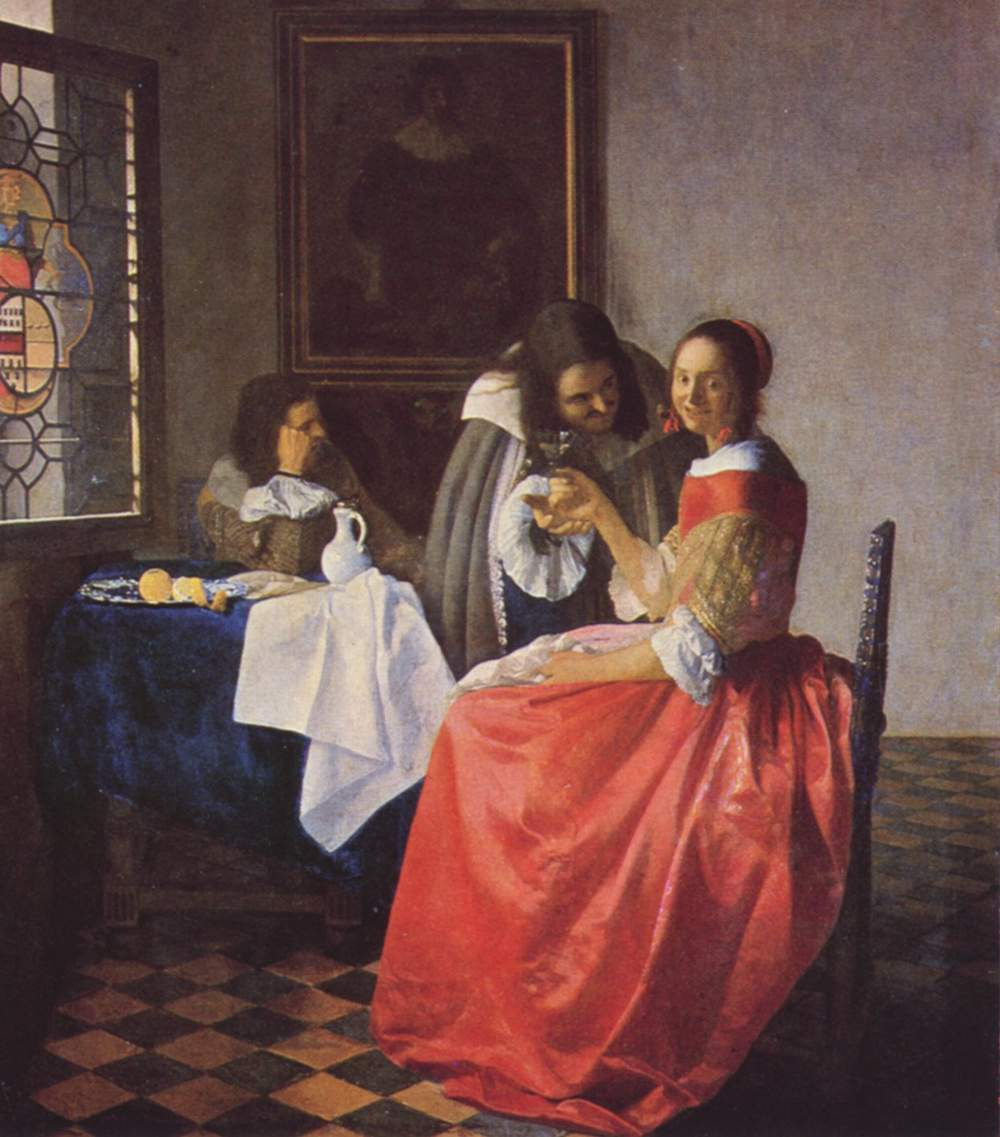
Dama con dos caballeros, hacia 1659-1662. Óleo sobre lienzo, 78 x 67 cm, Brunswick, Herzog Anton Ulrich-Museum.

En sus últimos años de vida empeoraron sus condiciones económicas, teniendo que pedir créditos. A causa de la guerra franco-neerlandesa iniciada en 1672, no pudo vender más cuadros. Según una carta del 30 de abril de 1676 de Catharina Bolnes pidiendo el perdón de parte de sus deudas, comentaba que su marido tuvo que vender cuadros con los que comerciaba durante la guerra a menor precio de su valor.
En 1675, Vermeer enfermó y murió a los pocos días. El 15 de diciembre de 1675 fue enterrado en el sepulcro familiar de la Oude Kerk (iglesia vieja, en español) en Delft. Su mujer tuvo que renunciar a su herencia para anular las deudas y sus bienes fueron a parar a los acreedores.

## Obra
Su obra completa comprende 31-37 cuadros, difíciles de datar. Todavía existen dudas sobre la autoría de obras como Mujer joven sentada al virginal, Muchacha con flauta y Santa Práxedes. La relativamente escasa producción de los cuadros conservados ha tentado a los estudiosos para atribuirle una y otra vez cuadros, que hoy son considerados en su mayoría como atribuciones falsas.
Varios de los primeros cuadros de Vermeer se consideran pintura histórica. Este género consiguió en el siglo XVII el nivel más alto de prestigio, por encima de la pintura de retratos, paisajes, bodegones y animales. En época de Vermeer, dentro de la pintura histórica se incluía los acontecimientos de la Antigüedad clásica, los mitos y leyendas de santos, además de motivos eclesiásticos y bíblicos. En la segunda mitad de la década de 1650, Johannes Vermeer cambió su interés hacia la pintura de escenas urbanas y costumbristas. La razón de este cambio no es conocida, pero se supone que Vermeer no podía emplear las técnicas de la perspectiva e iluminación en cuadros históricos como lo permitían otros géneros pictóricos. También el cambio de estilo se pudo producir por la influencia de Pieter de Hooch y Jan Steen, que vivían ambos en Delft. Ambos incluían en sus cuadros elementos arquitectónicos y figurativos de la vida diaria. Además, puede que Hooch, Steen y Vermeer se vieran influidos por el ambiente de Delft e introdujeron cambios de contenido y estilo en su pintura. Esta tesis podría estar respaldada porque los cambios de estilo de Steen y de Hooch se produjeron tras su llegada a Delft.

### Pintura histórica

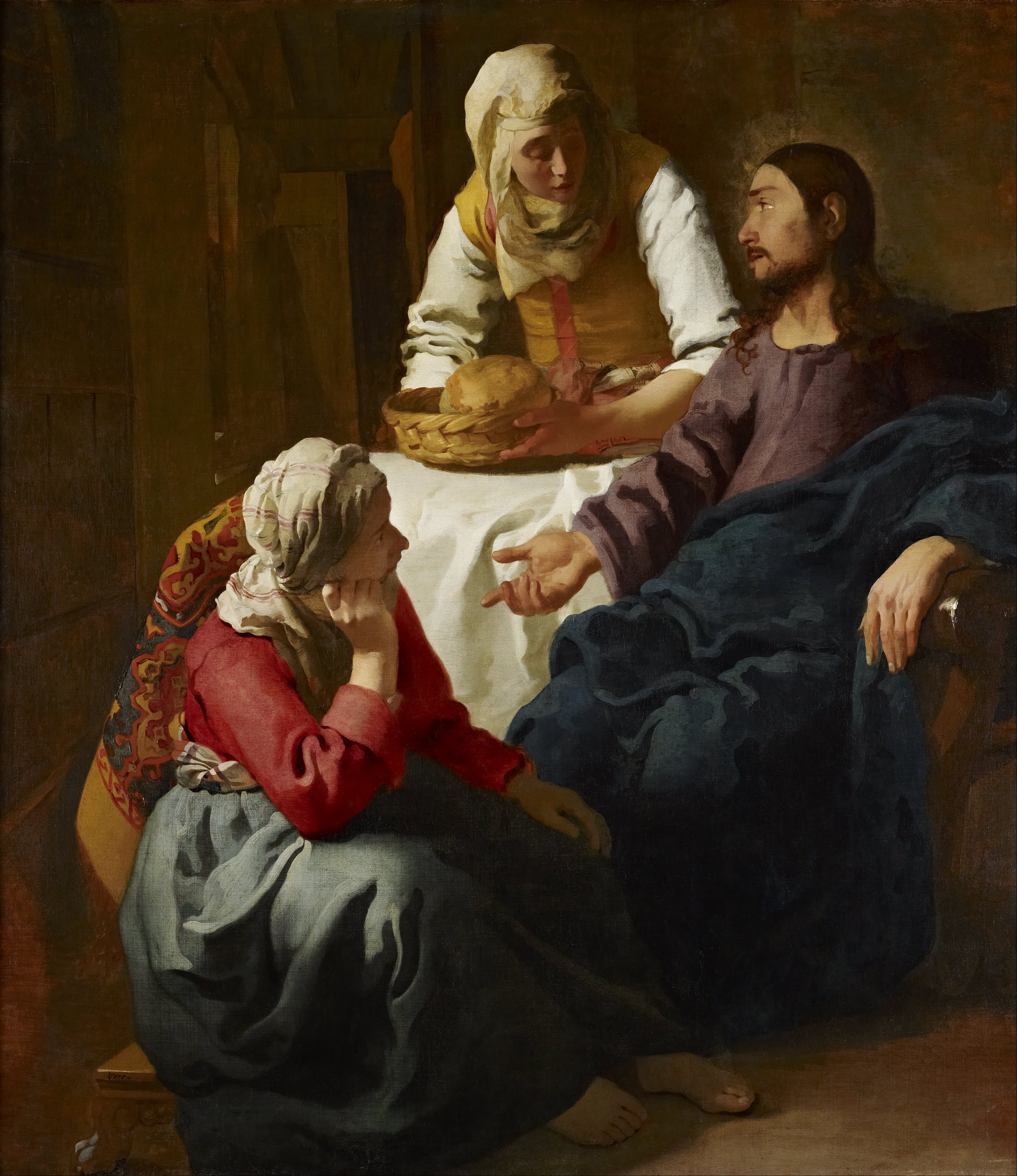
Cristo en casa de Marta y María, hacia 1654-55. Óleo sobre lienzo, 160 x 142 cm, Edimburgo, (Galería Nacional de Escocia.

En comparación con las obras posteriores de Vermeer, las tres pinturas históricas tempranas son de gran formato: Cristo en casa de Marta y María, con 160 × 142 centímetros, Diana y sus compañeras, con 98,5 × 105 centímetros, y Santa Práxedes, con 101,6 × 82,6 centímetros. Un ejemplo del tamaño de sus obras posteriores es Muchacha con turbante, de solo 45 × 40 centímetros.
En Cristo en casa de Marta y María, pintado hacia 1654-1655, Vermeer retoma una escena del Evangelio de San Lucas: Jesús, estando en el mercado, es invitado a comer a casa de Marta. Mientras Marta prepara la comida, María escucha a Jesús. Marta pregunta a Jesús por qué no conmina a María a que le ayude y Jesús responde: «Marta, Marta, tú andas preocupada y te pierdes en mil cosas: una sola es necesaria. María ha elegido la mejor parte, que no le será quitada». La historia era un tema tratado con frecuencia en la pintura desde el siglo XVI, porque en ella se reflejaba bien el problema de las buenas obras cuestionado por los protestantes, para quienes la fe era suficiente para alcanzar la salvación. La composición es sencilla en comparación con otras obras posteriores y en forma piramidal. Marta, con una cesta de pan en la mano, está situada detrás de Jesús, que está sentado en una silla y cuya cabeza está rodeada de una débil aureola. En primer plano está sentada María en una banqueta, con la cabeza apoyada en la mano. El gesto de María debía indicar reflexión. Como señal de devoción frente a Jesús, no lleva zapatos. El brazo extendido de Jesús señalando a María debía expresar que esta se había decidido por la mejor actividad. Vermeer empleó contrastes de color fuertes entre el blanco del mantel y el rojo del corpiño de María, así como con el azul de la toga de Jesús.
La segunda pintura histórica de Vermeer, Diana y sus compañeras, fue pintada hacia 1655-1656. Diana, Artemisa en la mitología griega, era la diosa romana de la caza y la virginidad, que había jurado mantenerse casta. En el cuadro se la representa sentada en una piedra y rodeada por cuatro ninfas. En arte, Diana era representada a menudo con vestido corto o desnuda bañándose; Vermeer la representa vestida, una concesión al puritanismo que consideraba abyecta la desnudez. Así, una ninfa medio desnuda que se encuentra detrás de Diana, vuelve la espalda al observador. El cuadro no tiene mucha acción, dos ninfas están sentadas con Diana sobre una piedra, una se encuentra al fondo y observa como la cuarta lava los pies de Diana. Esta acción ritual crea un nexo con el motivo cristiano del lavado de los pies de Jesús. La escena ocurre durante el crepúsculo, por lo que las caras de las mujeres permanecen en la sombra. La oscuridad y la diadema en forma de luna creciente son una alusión al hecho de que Diana es confundida a menudo con Selene, diosa de la Luna. 

### Paisajes urbanos

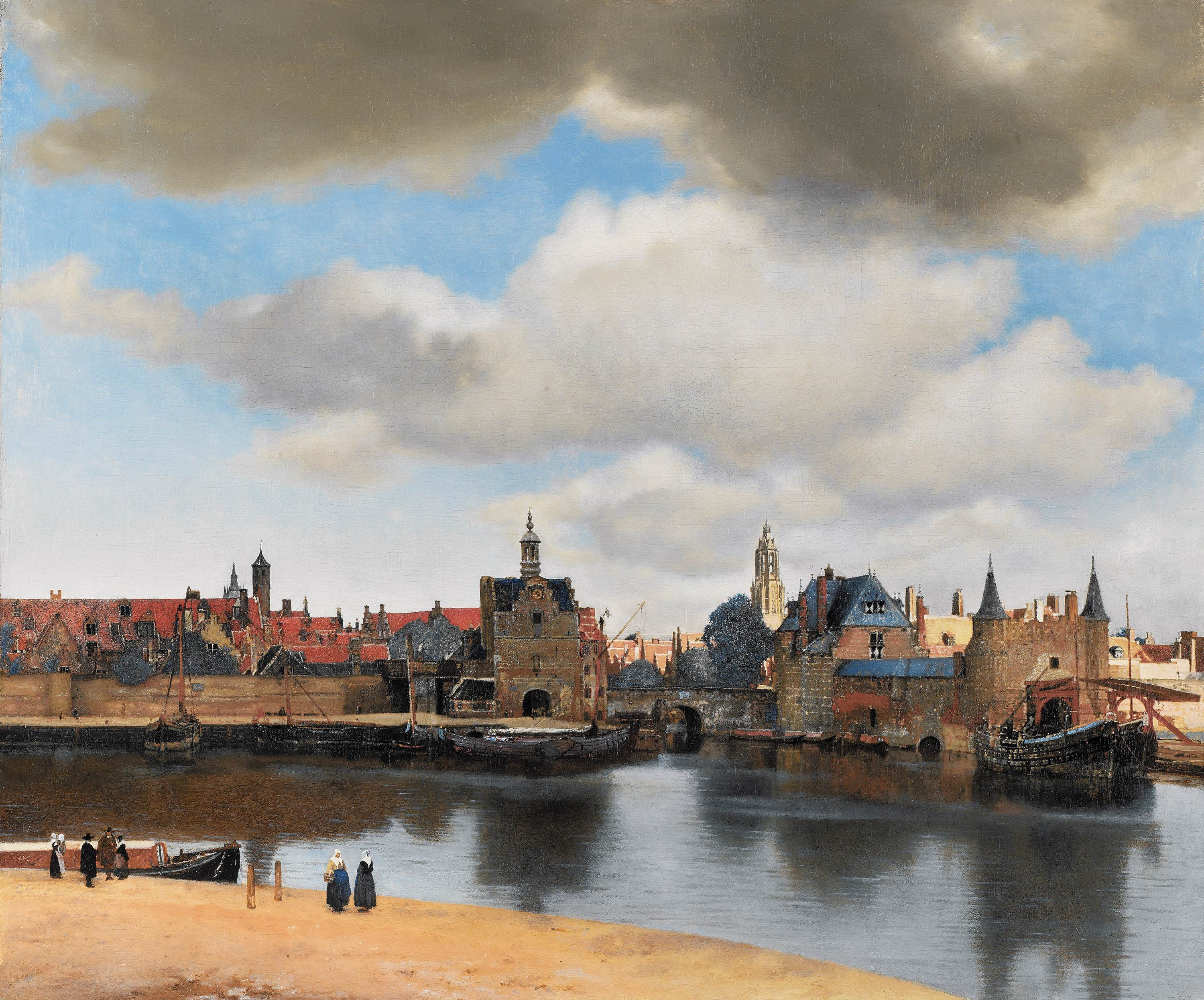
Vista de Delft, hacia 1658-59. Óleos obre lienzo, 96,5 x 115.7 cm La Haya,Mauritshuis. Fue su segundo y último paisaje urbano y corresponde a una vista muy fiel. Seguramente se ayudó de una cámara oscura. La impresión de la luz está expresada con una inigualable maestría.

Vermeer pintó dos cuadros relacionados con su ciudad natal: La callejuela y Vista de Delft que pintó hacia 1658-1661. Vermeer pintó su vista de Delft probablemente con ayuda de una cámara oscura desde un piso alto. La altura de su punto de vista queda patente sobre todo en las figuras de la esquina inferior izquierda. El cuadro muestra una vista de la ciudad con el río Schie en primer plano. Vermeer ordenó los elementos arquitectónicos en el cuadro paralelos al borde del lienzo, al igual que hizo sus demás cuadros y al contrario que otros pintores, que intentan transmitir la vida interior de la ciudad con calles que se adentran. Además colocó en primer plano dentro de la composición un área triangular de la orilla del río. Este elemento, que fue introducido en la pintura por Pieter Brueghel el Viejo, ha sido empleado con frecuencia, como por ejemplo en el cuadro Vista del Zierikzee, de Esaias van de Velde. Vermeer empleó para colorear el paisaje sobre todo colores ocre y marrones. Sobre los edificios en la sombra en primer plano y los cascos de los barcos colocó puntos de color para representar la estructura de juntas y las incrustaciones. La luz, que se introduce entre las nubes, ilumina sobre todo los edificios que se encuentran al fondo y la torre de la Nieuwe Kerk. Con esta iluminación de la torre de la iglesia, Vermeer quería probablemente hacer una declaración política. En la Nieuwe Kerk se encontraba la tumba de Guillermo de Orange, asesinado en un atentado en 1584 en Delft, considerado como un héroe de la resistencia contra España.

### Pintura moralizante
La alcahueta, pintada en 1656, es el primer cuadro de Vermeer que puede encuadrarse dentro de la pintura costumbrista. Es probable que se inspirara en el cuadro de igual nombre de Dirck van Baburen que estaba en posesión de su suegra, María Thins. El cuadro aparece en varias obras de Vermeer como insinuación del tema tratado. La alcahueta se puede incluir en la categoría de los bordeeltje, cuadros de burdeles, que son una subcategoría de la pintura costumbrista. El lienzo muestra a cuatro personas, dos mujeres y dos hombres. Para clasificar con detalle la escena faltan los datos, podría tratarse tanto de una escena en un burdel como de una escena hogareña. En el primer caso, la mujer de la derecha sería una prostituta y el hombre que se encuentra detrás de ella sería un proxeneta. La mujer vestida de negro sería la alcahueta, que habría organizado el negocio. En cambio, si fuera una escena hogareña, el cuadro representaría el inicio de una relación extramatrimonial. En este caso, la alcahueta sería una mujer del vecindario que habría organizado el encuentro. En cuanto al hombre en el lado izquierdo, podría tratarse del mismo Vermeer; siendo este su único autorretrato. De las personas retratadas, solo se ven los troncos, ya que las piernas están tapadas por una mesa que se encuentra en primer plano. La composición produce sensación de lejanía respecto a la escena en el observador. Como los cuadros costumbristas también debían transmitir valores, a menudo contenían advertencias. El vino, representado por la jarra y la copa en la mano de la prostituta, cuyas mejillas están sonrosadas por el alcohol, debía comunicar que el ser humano debía permanecer de ánimo despierto a pesar de las tentaciones de los sentidos. El aspecto central del cuadro, la venalidad del amor, solo se representa indirectamente, con la mano abierta de la prostituta que espera la moneda del proxeneta. Así, Vermeer es mucho más comedido, en comparación con otros pintores que emplean señales más obvias, como por ejemplo Frans van Mieris, que muestra en el fondo del cuadro El soldado y la doncella a dos perros copulando.

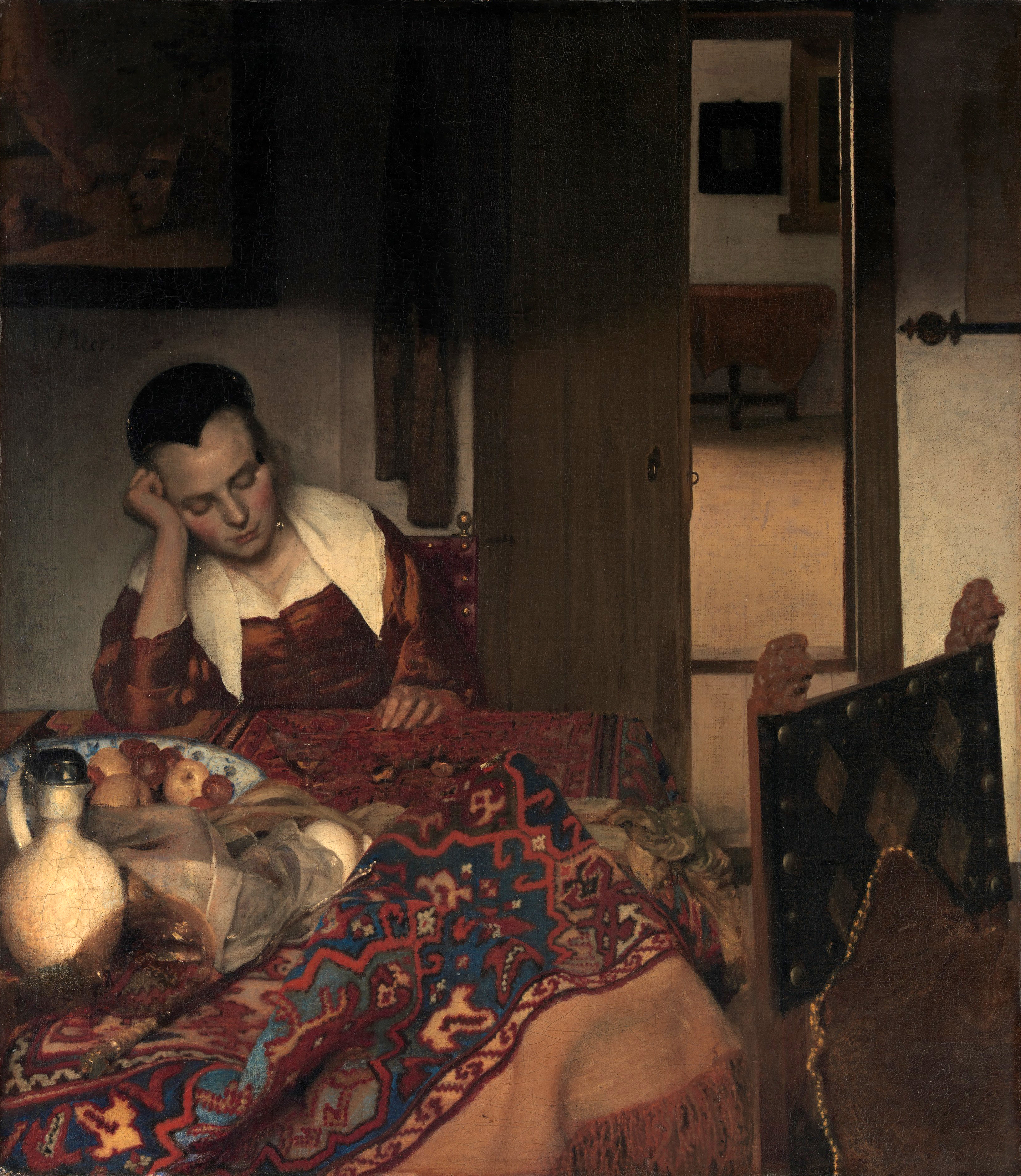
Muchacha dormida, hacia 1657. Óleo sobre lienzo, 86,5 x 76 cm, Nueva York, Museo Metropolitano de Arte.

El cuadro Muchacha dormida, que fue pintado hacia 1657, es otra obra de Vermeer con mensaje moralizante. La joven mujer está sentada a una mesa tapada con una alfombra oriental. La alfombra forma en la parte anterior de la mesa un triángulo y Vermeer la arregló junto con una jarra de vino y un plato de fruta. La mujer duerme apoyada en la mano, con el codo en la mesa, con la finalidad de subrayar el ocio. El vestido deja ver que no se trata de una criada, sino de la esposa del señor de la casa, encargada de la administración del hogar. Johannes Vermeer había incluido inicialmente en el cuadro varios elementos significativos más para hacer que la mujer tuviese más interacción. Así, un estudio con rayos X mostró que en la puerta se encontraba un perro y en el fondo izquierdo del cuadro un hombre, que fueron sobrepintados más tarde. Con estos elementos la interpretación de la composición se hace más fácil. El motivo del gusto por el vino se vuelve a retomar en este cuadro gracias a la presencia de la jarra, pero también en su título Muchacha bebida y durmiendo en una mesa que se le dio en una venta el 16 de mayo de 1696: como consecuencia de la ingesta de vino, el ama de casa descuida sus obligaciones en el hogar.

### Cuadros de mujeres

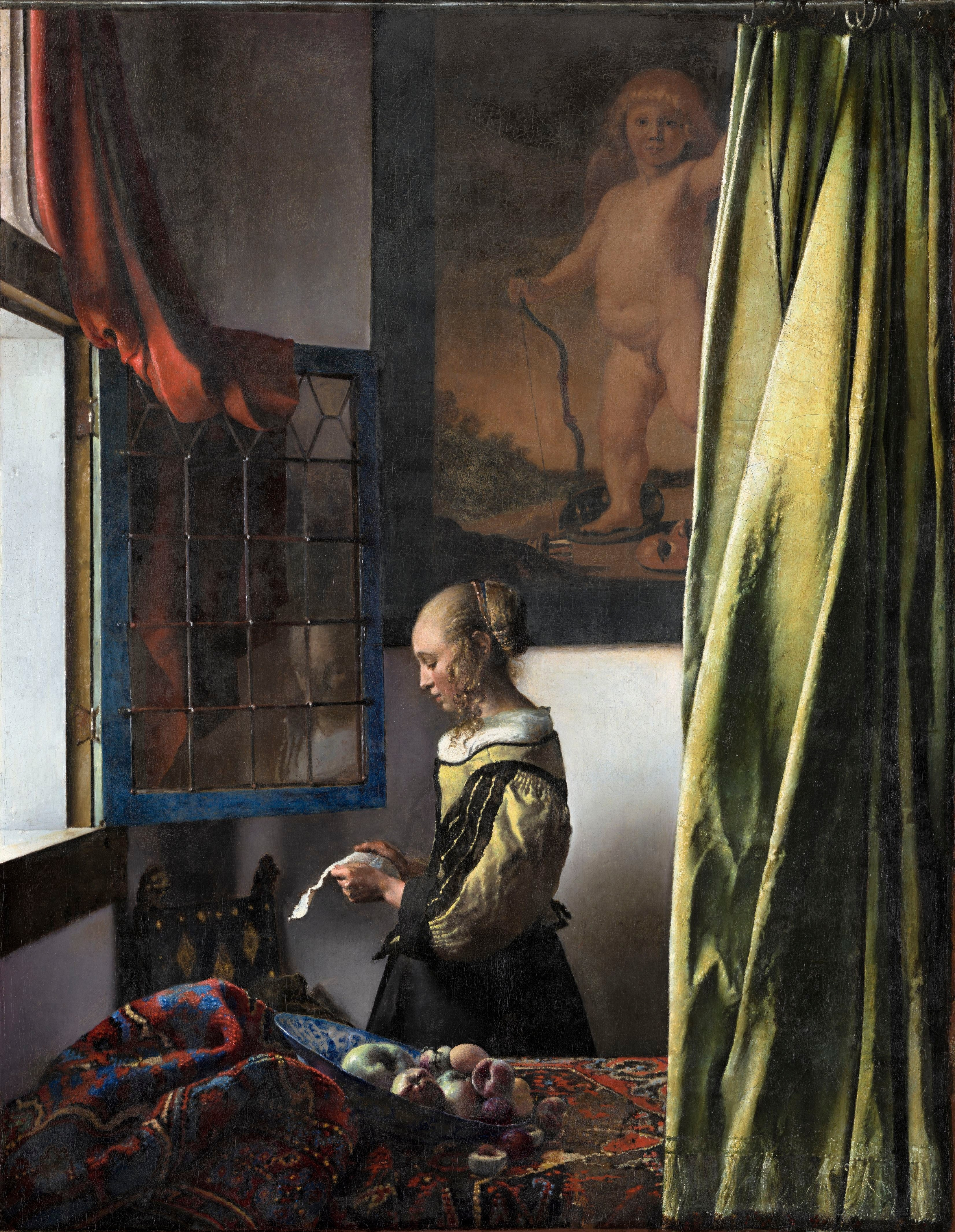
Lectora en la ventana, hacia 1657. Óleo sobre lieno, 83 x 64,5 cm, Dresde, Gemäldegalerie Alte Meister.

La mayoría de las representaciones de mujeres en los cuadros de Vermeer están relacionadas con una narrativa en la que instrumentos musicales u objetos del hogar influyen en la percepción de la acción. Solo tres cuadros se desvían de forma importante de esta tónica y se pueden denominar retratos.
Es muy probable que las modelos, dadas las edades y aspectos de las representadas, las jóvenes mujeres que con una minuciosidad cariñosa pintara Johannes Vermeer, se trataran de sus propias hijas.
El cuadro Lectora en la ventana, pintado hacia 1657 y, por lo tanto, en su primera etapa, muestra a una mujer con una carta, que determina la acción en el cuadro. El elemento de la carta fue retomado por Vermeer en otros cuadros. En este, la muchacha está situada en el centro del cuadro, con una carta en la mano, delante de una ventana abierta. En el lado derecho se ve una cortina, en primer plano una mesa. La mujer está representada de perfil, pero el observador puede ver su cara en un reflejo en la ventana. Que la carta sea posiblemente de amor se puede leer en detalles, como la fuente llena de manzanas y melocotones, en relación con la historia de Adán y Eva. La cortina del primer plano puede reforzar esta idea, ya que está abierta en señal de revelación, pero también puede tratarse de un elemento de la composición, empleado a menudo por Vermeer.
En la mayoría de las representaciones de mujeres de Vermeer, la moralidad tiene un papel importante. Incluso en los cuadros de mujeres tocando música aparece el tema. Un ejemplo es el cuadro Dama tocando el virginal de pie, pintado entre 1670 y 1672. Incluso el instrumento, un «virginal» es un indicio de la virginidad de la muchacha pintada. El hecho se deduce sobre todo porque en los Países Bajos del siglo XVII se cuidaba estrictamente de que la mujer llegase virgen al matrimonio. El cuadro de la pared, con la representación de Cupido, representa un contraste a esta forma de entender la moral.

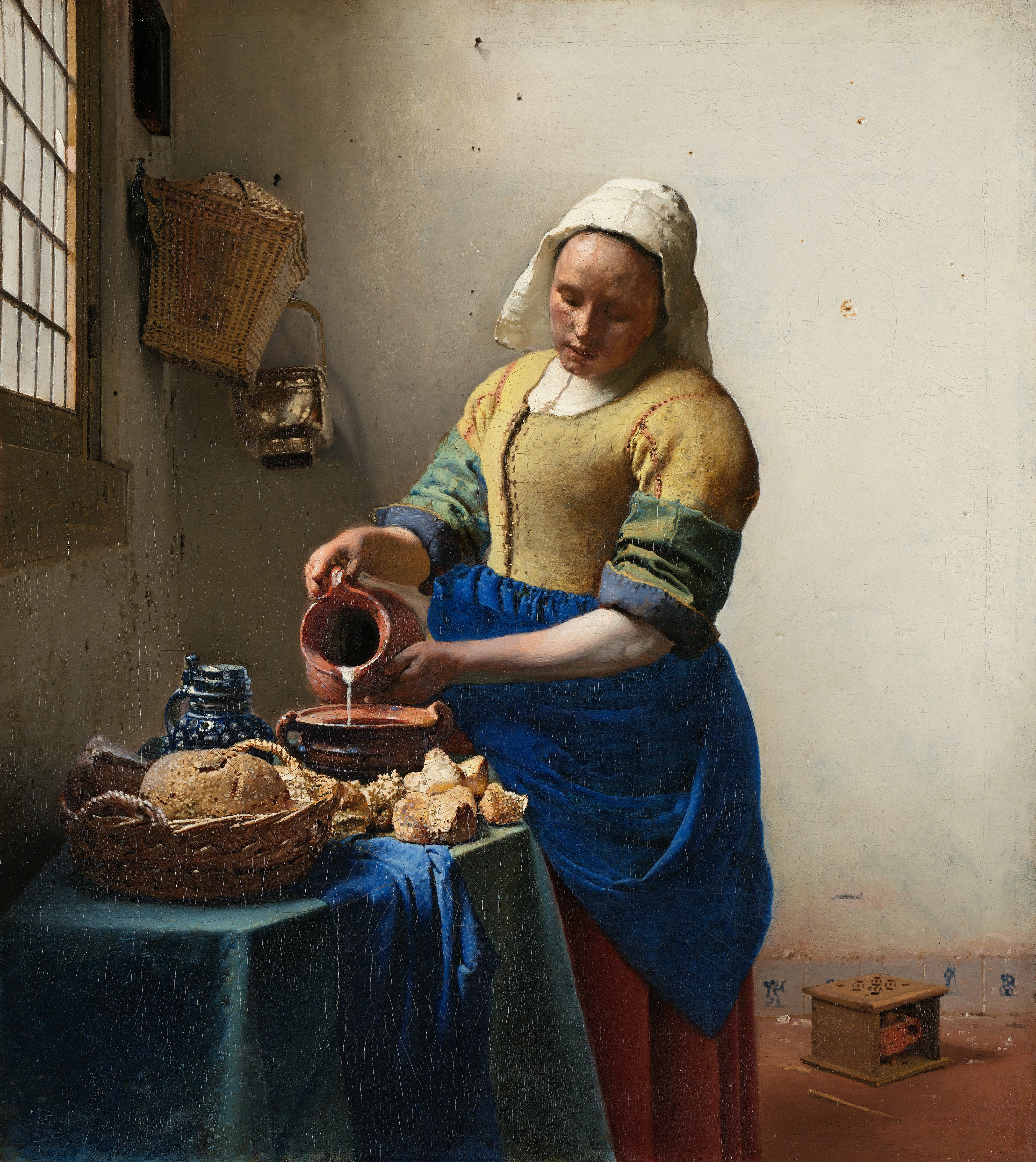
La lechera, 1660-1661. Óleo sobre lienzo, 45,4 x 41 cm, Ámsterdam, Rijksmuseum.

La joven de la perla, de hacia 1665, representa desde un punto cercano a una muchacha sin atributos narrativos, lo que diferencia notablemente este cuadro de buena parte del resto de obras de Vermeer. La identidad de la retratada es desconocida. Se podría tratar de una modelo, pero también podría tratarse de una obra de encargo. El fondo es neutro y muy oscuro, pero multicolor, de tal forma que refuerza la claridad de la muchacha, sobre todo la de su piel. La cabeza se inclina ligeramente, lo que le da un aire de ensoñación. La muchacha interactúa con el observador al mirarlo directamente y abrir ligeramente la boca, lo que en la pintura neerlandesa a menudo indica una conversación con el observador. La ropa de la muchacha fue realizada en colores prácticamente puros. El número de colores que se observan en el cuadro está limitado. La chaqueta de la muchacha es de color marrón amarillento y forma un contraste con el turbante azul y el cuello blanco. El turbante, con el paño amarillo cayendo hacia atrás, es una señal del interés que despertó en la época la cultura oriental, como consecuencia de las guerras contra el Imperio otomano. Así, los turbantes pasaron a ser un complemento muy apreciado y extendido en la Europa del siglo XVII. Destaca sobre todo una perla en la oreja de la muchacha, que brilla en la zona de sombra del cuello.

### Representación de las ciencias

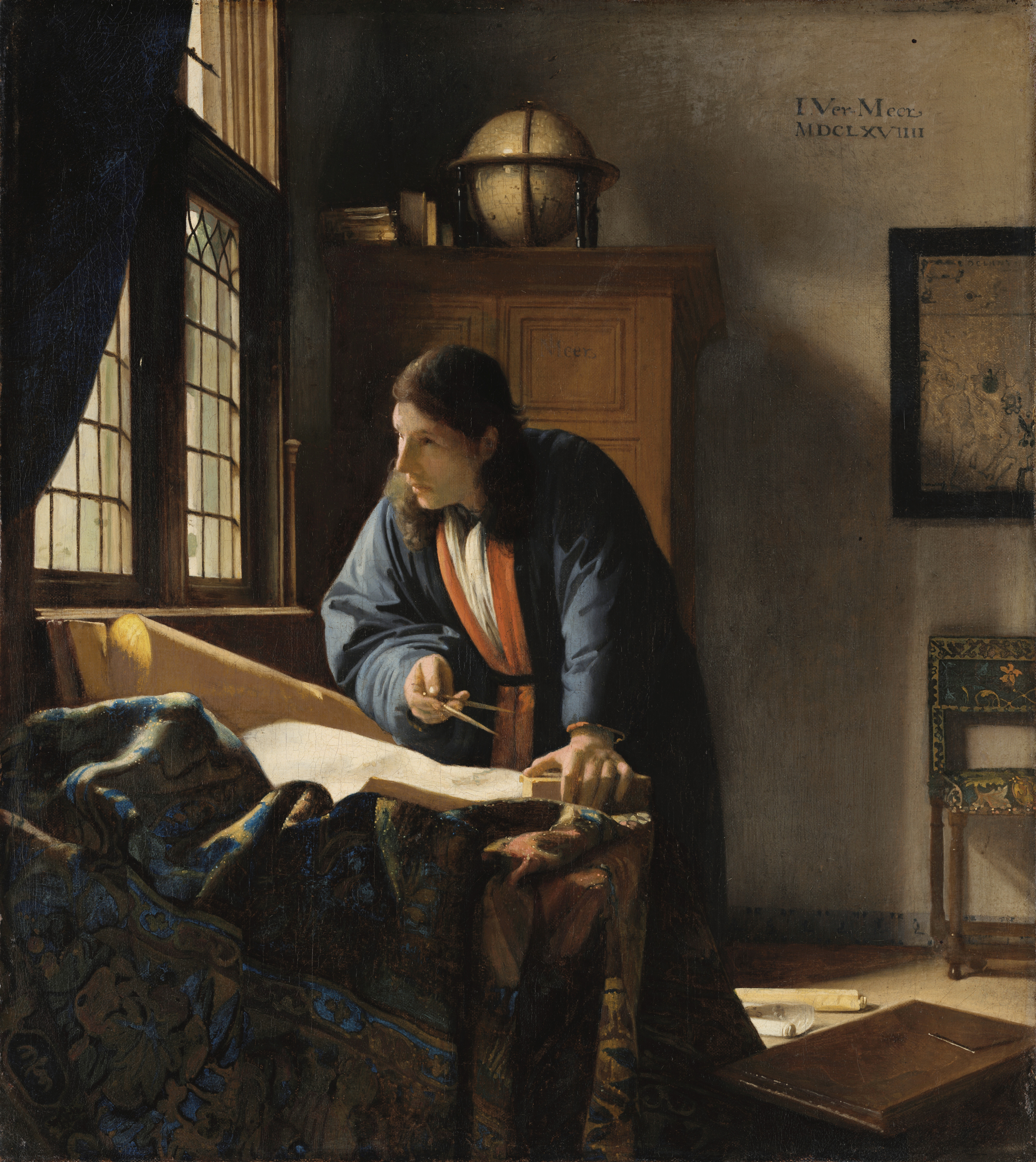
El geógrafo, hacia 1668-1669 (Instituto Städel, Fráncfort del Meno).

En el cuadro El geógrafo, pintado en los años 1668 y 1669, así como en el cuadro paralelo El astrónomo, de 1668, Vermeer trata las ciencias. También hace referencia a la Cartografía en otros cuadros, en los que el fondo está ocupado por mapas. La Cartografía era una ciencia joven y todavía se encontraba en desarrollo. En el siglo XVII, los mapas eran un objeto de lujo, pero, además de ser una señal de riqueza, en los cuadros de Vermeer también representan el conocimiento. Además, los mapas representan el poder de los Países Bajos como potencia comercial, que traficaba con países lejanos. Los Países Bajos pertenecían, Gracias a su imperio, a las potencias coloniales más importantes del siglo XVII. Un ejemplo del uso de mapas en los cuadros de Vermeer es Militar y muchacha riendo.
El geógrafo muestra al científico en medio del lienzo como motivo central. El geógrafo lleva el pelo largo recogido detrás de la oreja y está vestido con una toga larga. Sobre la mesa, en primer plano, hay un mapa y una manta empleada para extender los mapas. Sobre el armario del fondo hay un globo terráqueo. El científico comprueba con ayuda de un compás una distancia en el mapa, pero en ese momento mira por la ventana. La luz le da en la cara, lo que indica iluminación y sabiduría. La toga da al geógrafo un aire de misterio, lo que debe entenderse como una percepción del científico generalizada en la época.
Con la representación de un geógrafo y un astrónomo, Johannes Vermeer retoma un importante cambio de paradigma. Hasta el siglo XVII estaba mal visto el ocuparse de la extensión, forma e historia de la Tierra, así como de las estrellas. Ello se entendía como temerario y contrario al plan divino. Y a pesar de ello aparecieron ciencias que estudiaban de la Tierra y las estrellas desde finales del siglo XV. Desde el descubrimiento de América, Asia y África por los europeos, los comerciantes, navegantes y nobles necesitaron un mayor conocimiento geográfico, que se acumulaba en libros, mapas y globos.

### Alegorías

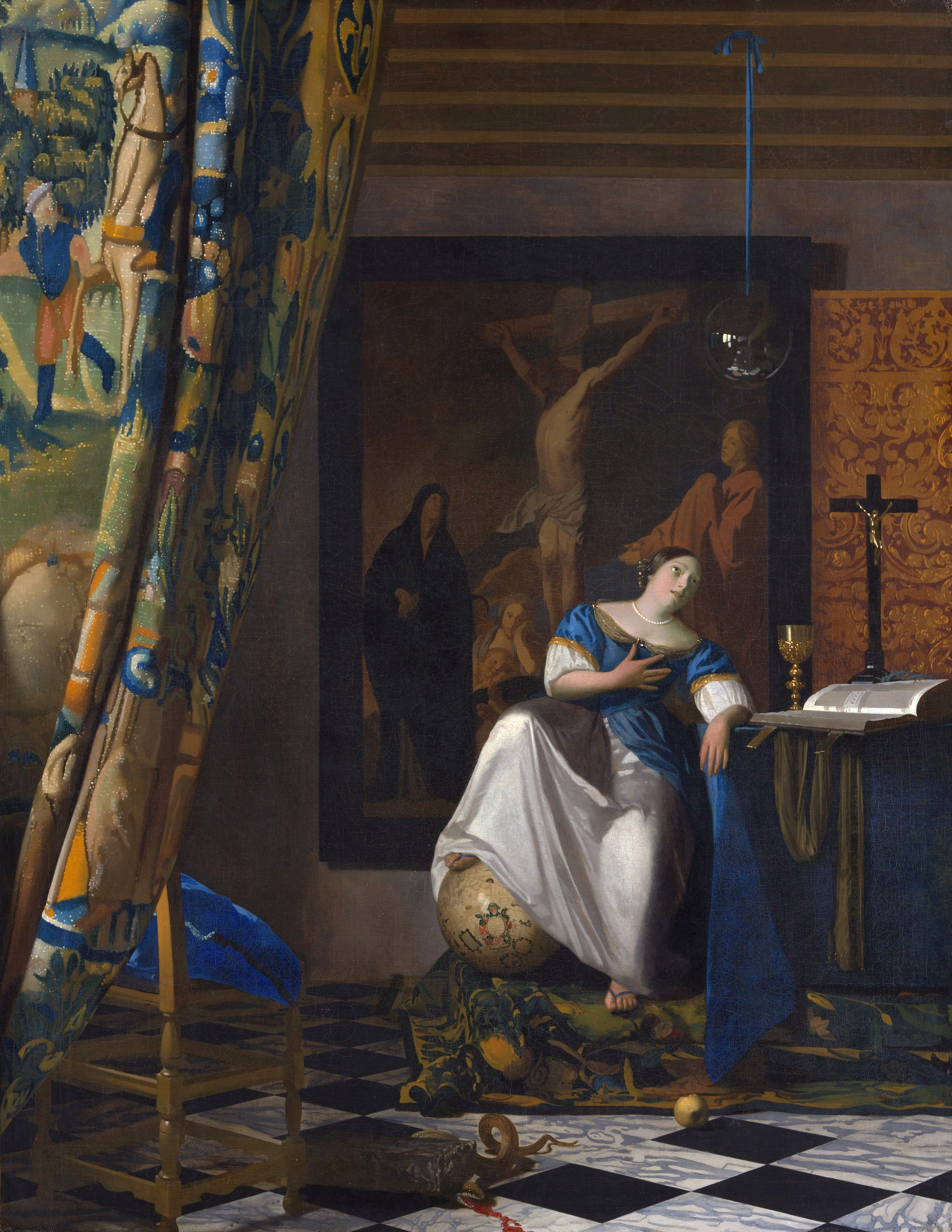
Alegoría de la fe (c. 1670)

Johannes Vermeer pintó además de sus cuadros realistas, que tratan habitualmente de asuntos banales, dos alegorías en las que personificó temas abstractos y tomó posición a través de símbolos y referencias. Los cuadros llevan por título Alegoría de la fe, pintado entre 1671 y 1674, y Alegoría de la pintura o El arte de la pintura. En ellos Vermeer se basó en el conocimiento de Cesare Ripa de la iconografía.

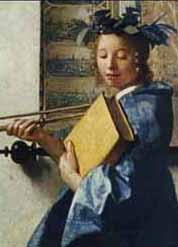
Detalle de la musa Clío de Alegoría a la pintura, hacia 1666.

El arte de la pintura fue pintado hacia 1666 y tiene un tamaño de 120×110 centímetros, que lo convierte en una de las mayores obras pintadas por Vermeer. Muchos historiadores del arte consideran este cuadro el legado pictórico de Vermeer. Así, Hans Sedlmayr empleó el título El elogio del arte de la pintura. El nombre del cuadro se puede trazar hasta el pago de las deudas tras la muerte de Vermeer, donde se dice que «es una pintura, [...], en la que está representado el arte de la pintura.»
El cuadro muestra un taller de pintura, posiblemente inspirado en el del propio Vermeer, ya que una mesa de roble como la que se puede apreciar en el cuadro aparece en la lista de inventario del pintor. Sobre la mesa se encuentra un libro, símbolo de la sabiduría y la contemplación, y una máscara, que se debe entender como una representación de la escultura. Como personaje principal aparece el pintor en el centro, delante de un lienzo casi vacío. Está de espaldas al observador, de forma que mantiene su anonimato. En el fondo se encuentra una joven mujer que sirve de modelo al pintor. Lleva una capa de seda azul y una falda amarilla. En la mano izquierda tiene un libro, en la derecha un trombón. Sobre la cabeza lleva una corona de laurel, representando la fama eterna.
El lienzo vacío es desde el Renacimiento símbolo de la idea artística que toma forma en el proceso pictórico. Que el pintor trabaje en un cuadro mientras sobre la mesa permanece una máscara ha sido interpretado como la competición de las artes, la Paragone. De esta forma, la pintura triunfa sobre la escultura. Estudios modernos dan casi por seguro que la mujer no es simplemente una modelo o alegoría de la Fama, sino que representa a la musa Clío, musa de la Historia en la mitología griega. A favor de esta interpretación habla también el mapa de Nicolaus Visscher colgado en la pared, al fondo, en el que aparecen las 17 antiguas provincias de los Países Bajos antes de la paz con España en 1609. El mapa está rodeado a ambos lados con vistas de ciudades y Clío aparece con su trombón, que es símbolo de la fama, delante de La Haya, con la vista del palacio real. Esto se puede interpretar como homenaje de Vermeer a la Casa de Orange. El cuadro fue pintado a comienzos de la guerra franco-neerlandesa, que se extendió de 1672 a 1678, en una época de desórdenes internos en los Países Bajos, en la que la esperanza recaía sobre los Orange. Además, se revela una actitud positiva hacia el Sacro Imperio Romano Germánico por ejemplo a través de la lámpara con el águila bicéfala de los Habsburgo.

### Dibujos
No se han encontrado dibujos que puedan ser atribuidos con seguridad a Johannes Vermeer. Su falta ha provocado que muchos autores supongan que Vermeer no necesitaba estudios para sus cuadros. A esta idea se opone el controvertido dibujo Muchacha con calentador de pies que es atribuido a Vermeer y datado en 1655. Es un dibujo de 25,5 × 16,5 centímetros, dibujado con tiza sobre papel azul y se encuentra en la actualidad en la colección de Museo del Palacio de Weimar. Los defensores de la atribución la fundamentan sobre todo en parecidos estilísticos y el parecido del monograma que aparece sobre el calentador de pies con las firmas sobre los cuadros Muchacha leyendo una carta y Vista de Delft. Aquellos que se oponen afirman que el papel azul solo empezó a fabricarse en siglos posteriores. Lo que se contradice con una noticia de Karel van Mander, anterior a Vermeer y autor del Schilderboeks. Van Mander describió a un alumno del retratista Michiel Miereveld de Delft: «es aplicado investigando la belleza más madura de la pintura, al dar color emplea diferentes maneras inventadas por él mismo, también dibuja entre medio en papel azul [...]» Esto indica que existía papel azul en el área de Delft mucho antes de Vermeer.

## Evolución de su técnica

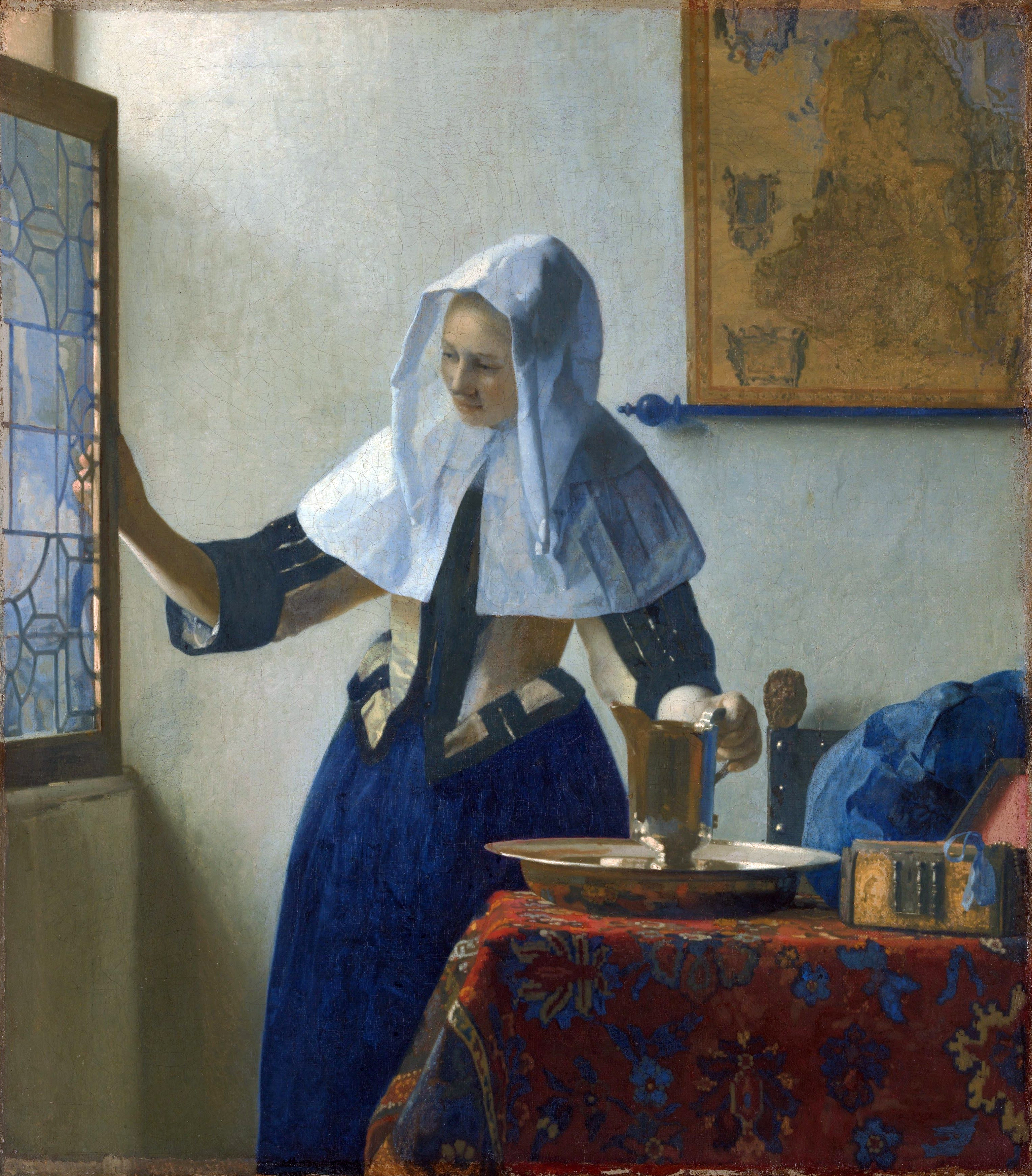
En Mujer con una jarra de agua, hacia 1662. Vermeer evolucionó su técnica hacia un modelado más sutil, evitando contrastes pronunciados y usando una iluminación tenue. El refinamiento es cada vez más complejo.

La obra de Vermeer fue realizada entre 1654 y 1675. Solamente tres de sus cuadros tiene fecha y de los demás solo se estima el momento de ejecución por el estilo empleado.
El primero que tiene fecha es la alcahueta de 1656. Su estilo está muy alejado de los interiores y de los paisajes que lo han encumbrado. Hay otros dos cuadros que deben ser anteriores a esa fecha, se trata de Cristo en casa de María y El descanso de María, en ambos casos se consideran obras juveniles.
El género de interiores con varios personajes representados en una habitación había sido creado entre 1620-30 y se había consolidado en los Países Bajos. En La joven dormida, pintado sobre 1657, seguramente posterior a La alcahueta, Vermeer se confiesa seguidor de este género.

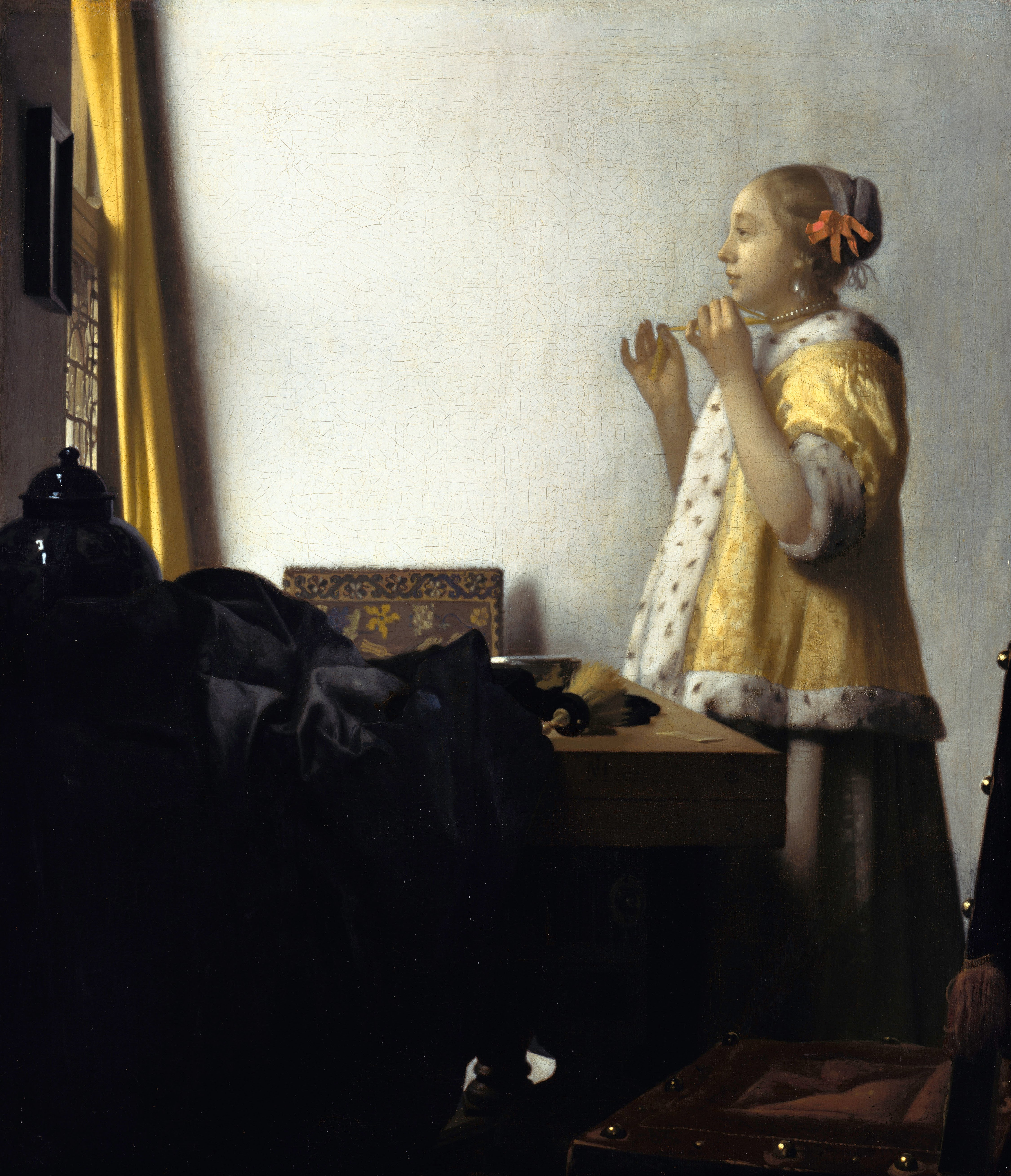
La muchacha del collar de perlas (1662-66). Es uno de los tres cuadros de mujeres pintados en su mejor momento. El amarillo y el blanco determinan la luz y el ambiente.

En 1653, se había establecido en Delf, el pintor Pieter de Hooch, tres años mayor que Vermeer. Entre 1658 y 1660 realizó una serie de interiores que debieron asombrar por su calidad. Su influencia sobre Vermeer está confirmada en cuatro cuadros que recuerdan de forma clara la manera de Hooch. Se trata de Muchacha leyendo una carta, Militar y muchacha riendo, Dama bebiendo con un caballero y La lechera. Vermeer reduce los personajes a 1 o 2, pero sobre todo se dedica a representar los detalles con la máxima perfección, como el pulido de la madera o la suavidad de las telas. En cuadros como la Dama bebiendo con un caballero consigue una unidad, intimidad y serenidad que sobrepasa la obra de Hooch.
Las experiencias en Delft de los pintores con el paisaje urbano tuvieron un momento magistral en la serie de cuadros de Hooch fechados en 1658, entre ellos el sorprendente Patio interior. Según Albert Blankert estos cuadros de Hooch debieron incitar a Vermeer a ensayar la pintura de exteriores. Pero Vermeer nuevamente realiza un mejor cuadro, La callejuela, donde en lugar de un planteamiento en profundidad como en Patio interior representó en un mismo plano una sucesión de fachadas y puertas con un colorido más claro y un modelado más preciso empleando su famosa técnica del punteado. En esta técnica, también llamada pointillé (la cual no debe ser confundida con el "puntillismo"), los colores transparentes los producía aplicando pintura perdidamente en capas granulares del lienzo.
Posiblemente después de La callejuela, Vermeer se aventuró con un paisaje exterior más amplio: Vista de Delft. Se trata de una vista totalmente exacta y fiel y seguramente se ayudó de una cámara oscura. En ella consiguió expresar la impresión de la luz con total maestría.
Estas obras, desde La muchacha leyendo una carta hasta Vista de Delft pintadas de 1656 a 1661, corresponden a un mismo estilo. Se encuentra en ellas el mismo modelado firme y enérgico y el color es aplicado en capas bastantes espesas, sobre todo en las partes claras.
En sus obras posteriores, la transición se estima en 1662, Vermeer utilizó otra técnica con un modelado delicado, los contrastes pronunciados los evitaba, empleó una iluminación tenue y un refinamiento cada vez más complejo. Es el caso de Dama con dos caballeros y Mujer con aguamanil.
Después realizó siete cuadros pintados con minuciosidad y factura más madura pintados entre 1662 y 1666 pues no pertenecen a su última época que surgió en 1667. Son las mejores obras de Vermeer.
Los tres primeros tienen una única protagonista femenina y son composiciones similares. Una mesa horizontal recubierta con un tapete y con varios objetos contrasta con la verticalidad de una mujer de pie. El trazado de líneas y el modelado de formas son de una gran delicadeza. Se trata de la Lectora en azul, La tasadora de perlas y La muchacha del collar de perlas. Cada cuadro difiere en la luz y el colorido, en la muchacha del collar el amarillo y el blanco dominan, la luz difusa y el azul son los colores de la lectora de azul, mientras que una luz filtrada por una cortina naranja envuelve en penumbra la tasadora de perlas. Vermeer dispuso estas figuras en una actividad que las mantuviera inmóviles buscando el recogimiento y la armonía en reposo.

El momento cumbre de su arte
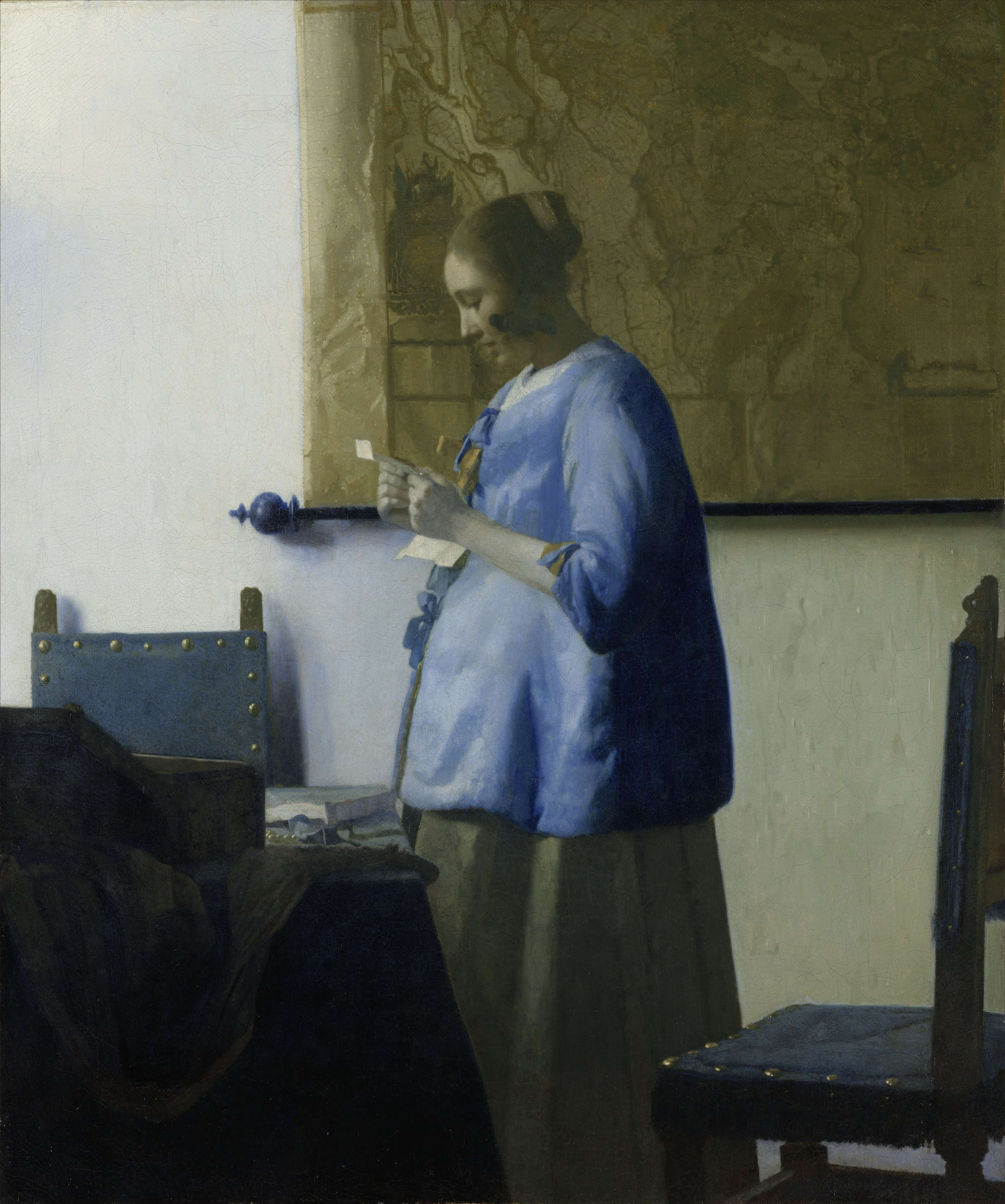
Lectora en azul (1662-66)
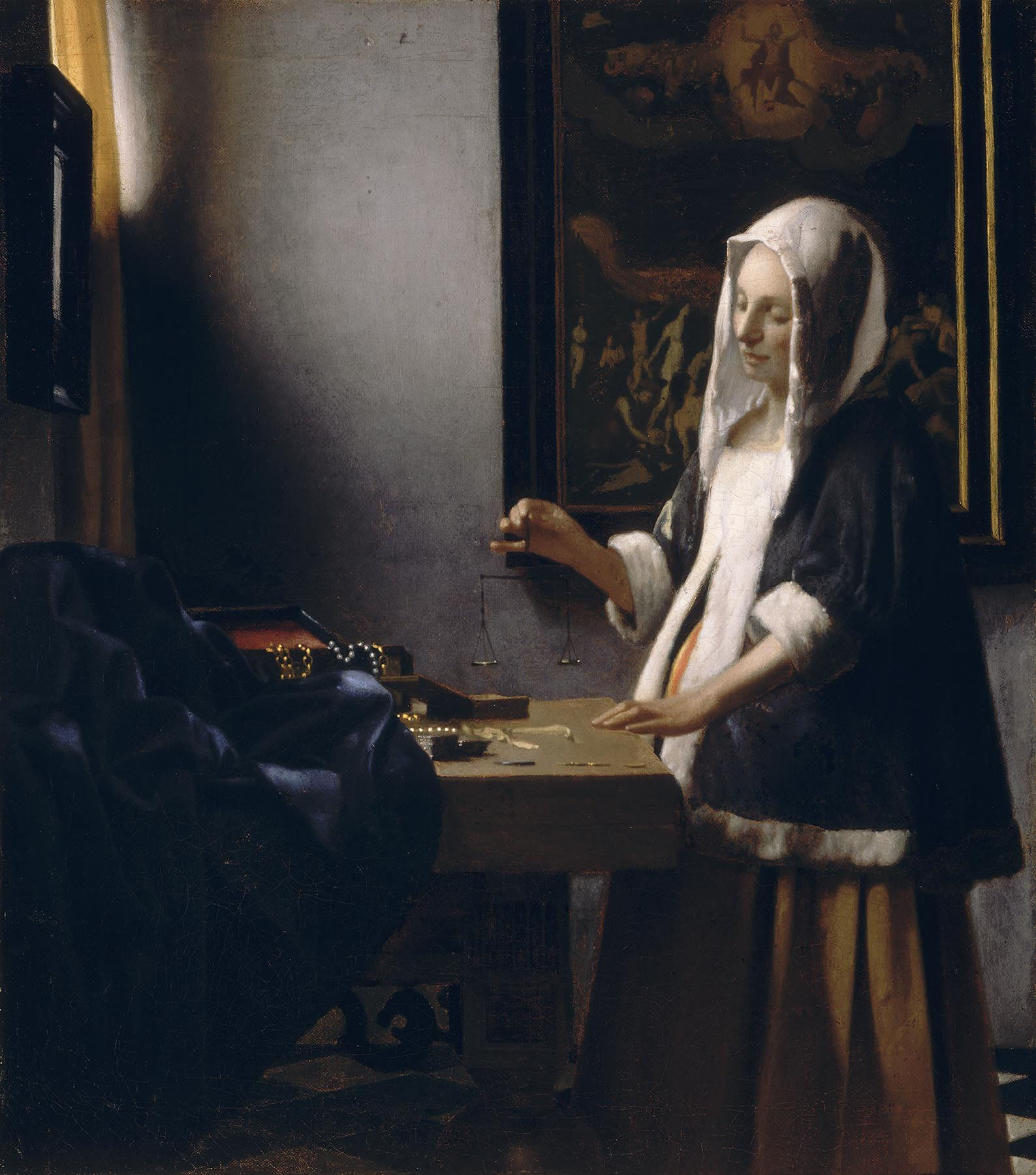
La tasadora de perlas (1662-66)
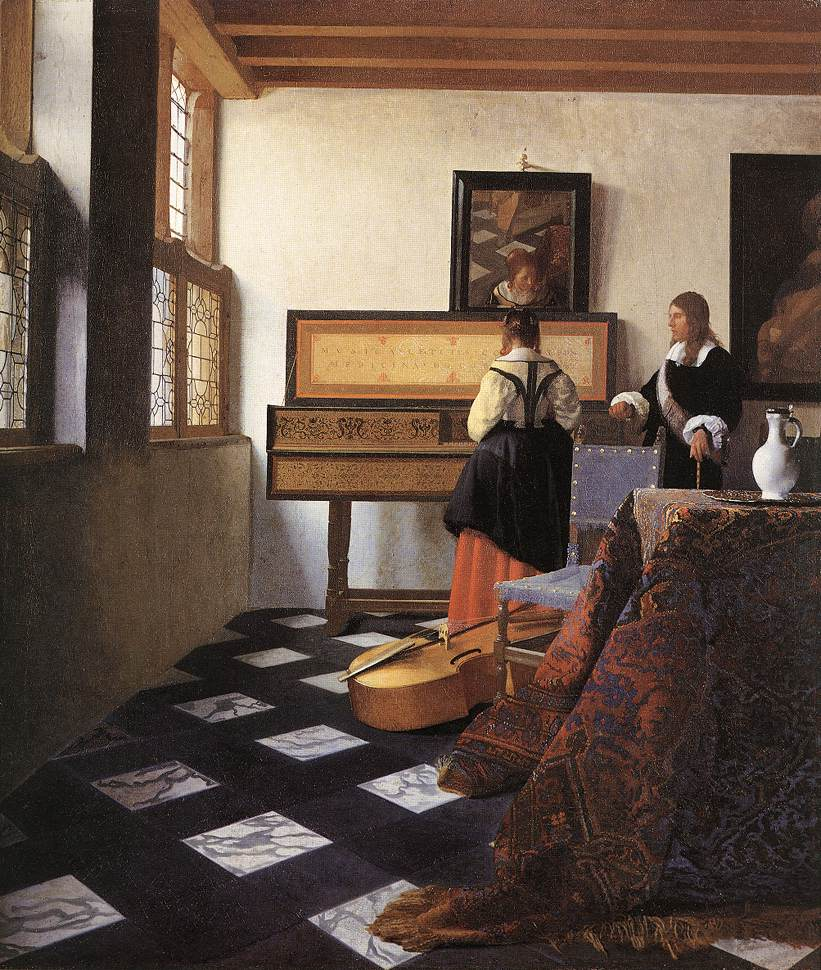
La lección de música (1662-66)
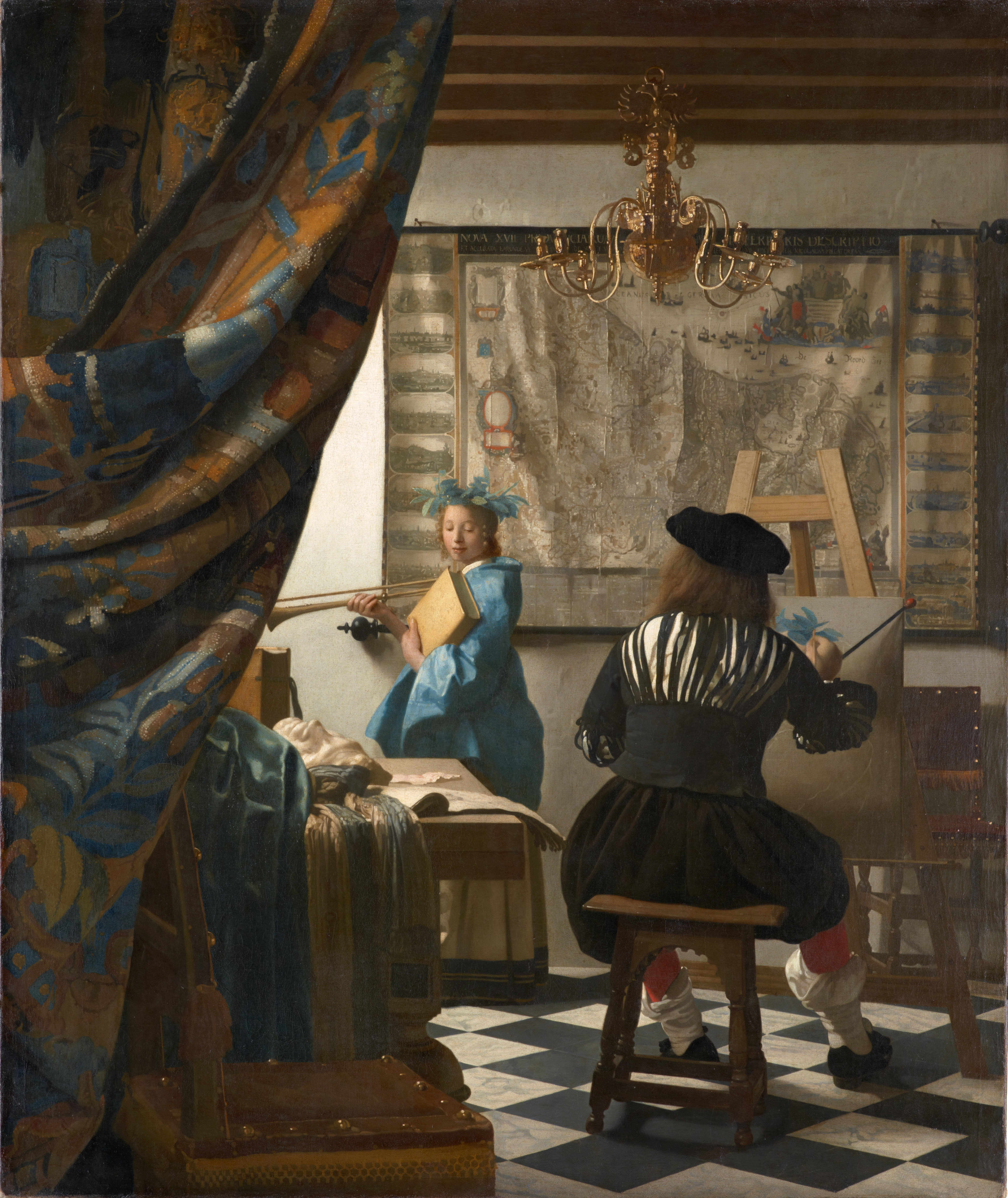
El arte de la pintura hacia 1666

En los tres siguientes y buscó continuar con la minuciosidad de los tres cuadros de mujeres anteriores y desarrollando un efecto espacio mucho más complejo. Tanto en La lección de música como en El concierto estableció un potente ritmo entre los elementos que se suceden desde el primer plano hasta la pared del fondo donde una serie de rectángulos (cuadros, espejo, clavicordio) contribuyen a resaltar esta alineación de objetos en profundidad. En la misma línea desarrolló su gran obra maestra El arte de la pintura. Allí articuló con una ejecución naturista, una composición compleja y un espacio inundado de luz, llegando a alcanzar su máximo nivel. Por último, también en La joven de la perla alcanzó un efecto de gran naturalidad, se centró en la mirada de la joven que constituye la esencia del cuadro, prescindiendo de todo la accesorio.

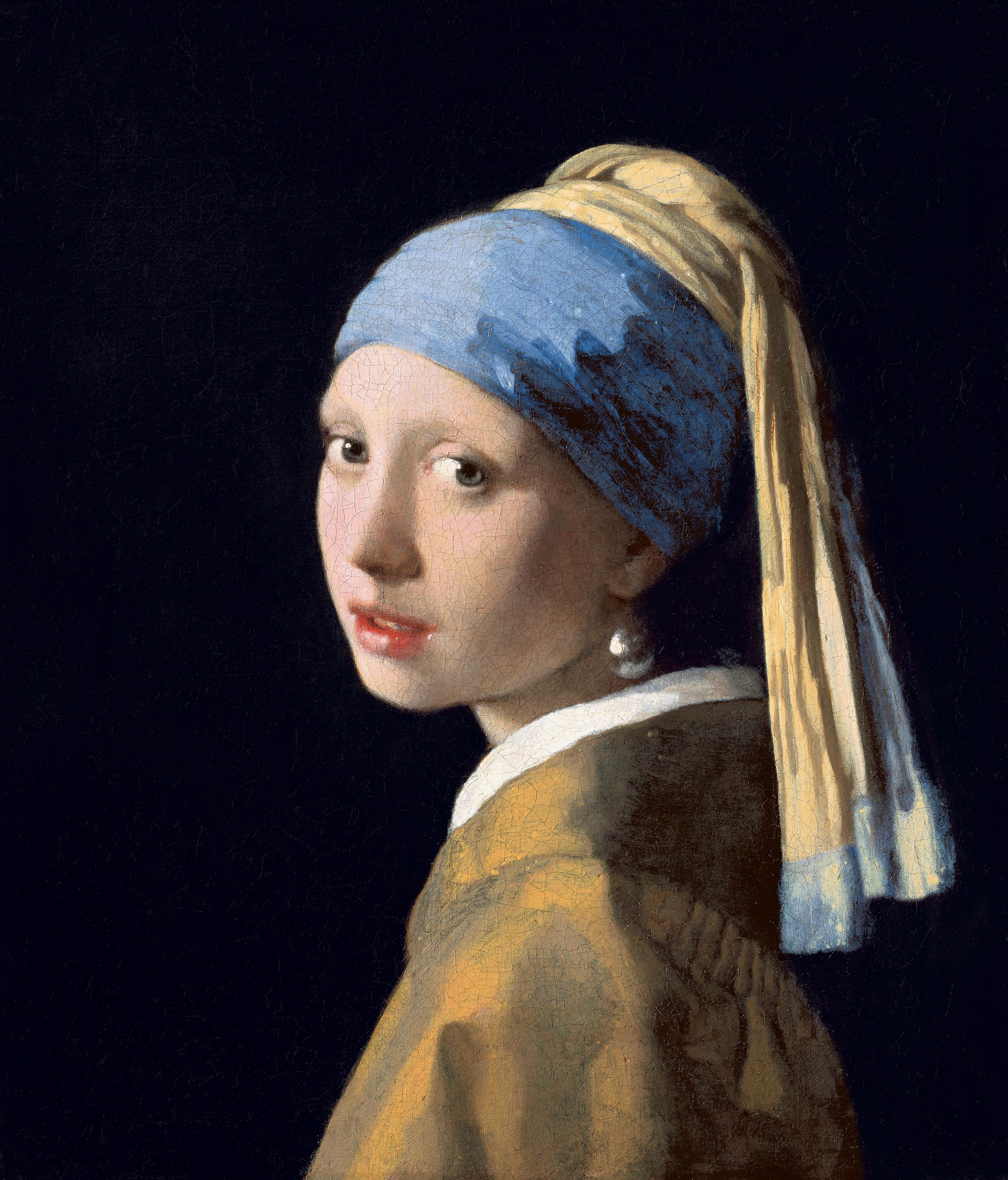
La joven de la perla, hacia 1665. Corresponde al momento cumbre de su pintura. La mirada es la gran protagonista y se complementa con un gran modelado del rostro, donde los labios son un segundo centro de atención.

Después de la perfección de El arte de la pintura era difícil seguir progresando y Vermeer decidió cambiar de estilo buscando la estilización. Así, en el cuadro Dama al virginal prescinde de detalles anecdóticos de otros cuadros. Luces y sombra se ordenan de manera más rigurosa. Además para mostrar esa realidad más simplificada vuelve a cambiar de técnica. Abandona las transiciones progresivas de color y opta por la yuxtaposición de colores claros y oscuros. Realizó varios cuadros de esta forma como el astrónomo del Louvre, pero donde consiguió mejorar en esta nueva técnica es en La encajera donde representó una mujer concentrada en su trabajo, lo consiguió centrando la atención en el rostro y las manos y prescindiendo de detalles que podían desviar la atención. Consiguió la misma maestría en Una dama que escribe una carta y su sirvienta donde combinando elementos habituales consiguió representar una serenidad que no se encuentra en cuadros anteriores.
El estilo tardío se extrema en Mujer tocando la guitarra, algunos detalles son tratados esquemáticamente, pero Vermeer que siempre había optado por figuras inmóviles y tranquilas, abandona su ideal que siempre había buscado haciendo reír y moverse a su protagonista. a partir de 1672 vieren unos años de dificultades económicas y parece que pintó una serie de obras por encargo donde se aprecia su decadencia. Se aprecia en cuadros como Alegoría de la fe donde prescinde de sus búsquedas y de sus hallazgos o en mujer sentada tocando la espineta donde también se aprecia el declinar de su fuerza creadora como en los pliegues del vestido que ya no tienen su maestría o el cuadro ya no tiene no tiene su luz y aparece en penumbra.
A lo largo de su vida, Vermeer trabajó lentamente y con sumo cuidado usando colores brillantes, así como algunos caros pigmentos: como el azul intenso que destaca en algunas de sus obras. No hay dibujos que puedan atribuírsele exactamente a Vermeer y sus pinturas ofrecen pocas claves sobre métodos preliminares. No hay otro artista del siglo XVII que haya utilizado sus primeros trabajos, en forma tan exuberante, el caro pigmento que manifiesta el tono lapislázuli o ultramarino natural. Vermeer no solo empleaba esta técnica en elementos de este tono; los colores terrosos y ocres debían ser entendidos como luz cálida en una pintura fuertemente iluminada, que reflejaba sus múltiples tonos en la pared. Este método fue inspirado muy probablemente por la comprensión que Vermeer tenía de las observaciones de Leonardo, donde manifestaba que la superficie de todo objeto compartía el color del objeto adyacente. Esto significa que ningún objeto es visto propiamente en su color natural puro.
Destacable es el uso de este efecto con el ultramarino natural en Dama con dos caballeros o Muchacha con copa de vino. Las sombras del vestido satinado rojo son pintadas con ultramarino natural, y gracias a este azul puesto en capa de pintura, la mezcla de rojo y bermellón sobrepuesto adquiere un suave purpúreo, frío y crispante que es más poderoso. A pesar de sus problemas financieros, Vermeer continuó utilizando el ultramarino natural ampliamente; tal es el caso de la Dama sentada en un virginal.

## Importancia

### Innovación artística

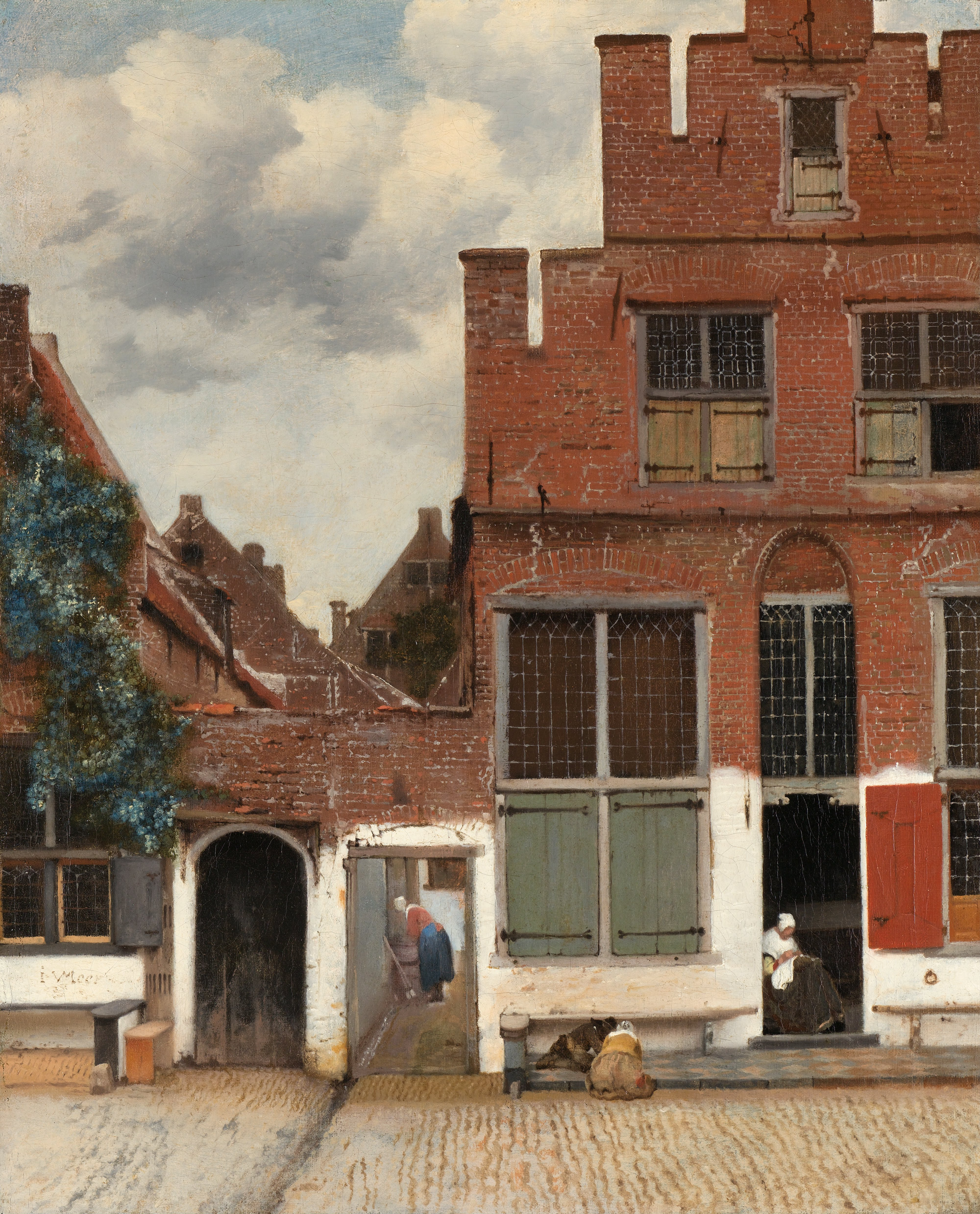
La callejuela hacia 1657-1658. Inspirado por las fachadas urbanas de Hooch ensayó aquí por primera vez la pintura de exteriores. Usó un colorido claro y un modelado preciso mediante una técnica especial que empleaba, denominada punteado.

Johannes Vermeer fue un precursor en la pintura en relación con los principios de la composición. Empleó una división equilibrada de superficies, con las que también expresaba estructuras y situaciones complejas de forma sencilla y con pocos elementos. La geometría tenía un papel importante en la composición. Vermeer empleaba la luz de manera que casi llegaba a dar la impresión de que pintaba al aire libre. Además, no empleaba tonos grises para representar sombras. Vermeer se destacaba en la restitución de la luz, de la textura, de la perspectiva y de los colores trasparentes.
El pintor neerlandés Vincent van Gogh escribió al también pintor Émile Bernard:

Es cierto que en el par de cuadros que pintó, se puede encontrar toda la paleta de colores; pero unir el amarillo limón, el azul pálido y el gris claro es tan característico de él, como la armonización del negro, el blanco, el gris y el rosa en Velázquez.

Una y otra vez se ha afirmado que Vermeer empleó una cámara oscura en sus cuadros para lograr el posicionamiento preciso de sus composiciones. Por ejemplo, Norbert Schneider escribió:

Sabemos hoy que Vermeer empleó una cámara oscura en la mayoría de sus cuadros y, de hecho, de forma que no oculta las condiciones de ese medio, sino que las hace visibles, como se puede reconocer en la falta nitidez de los bordes y los puntos de luz, el famoso «pointillé». Sus cuadros alcanzan de esta forma una calidad «abstracta», ya que no reproducen la realidad tal como es, sino tal como se ve, [...] Se puede decir que la «cámara oscura [se convierte] en una fuente del estilo»

David Hockney entre otros historiadores y promovedores de la tesis Hockney-Falco, también ha especulado que Vermeer utilizaba cámara obscura, ratificando esta idea ciertos efectos de luz y perspectiva que resultaban del manejo de lentes, en lugar del uso de directo de la vista humana.
No todos los expertos comparten esta opinión. Una multitud de estudios se han dedicado al tema. También entre los estudiosos que afirman con seguridad que Vermeer empleó la cámara oscura, todavía surgen importantes debates sobre la frecuencia con la que la usó. Las discusiones comenzaron cuando el litógrafo estadounidense Joseph Pennell señaló en 1891 por primera vez la «perspectiva fotográfica» del cuadro Militar y muchacha riendo. Charles Seymour y Arthur K. Wheelock jr. afirman que Vermeer empleó una cámara oscura en los cuadros Vista de Delft, Alegoría de la pintura, Mujer joven con sombrero rojo y La encajera a causa del efecto visual de halo. Jørgen Wadum en cambio hace más hincapié en el desarrollo de Vermeer y su calidad como pintor de perspectivas: trece cuadros tienen un pequeño agujero que fue realizado con una aguja en el lienzo.

### Consideración y fama

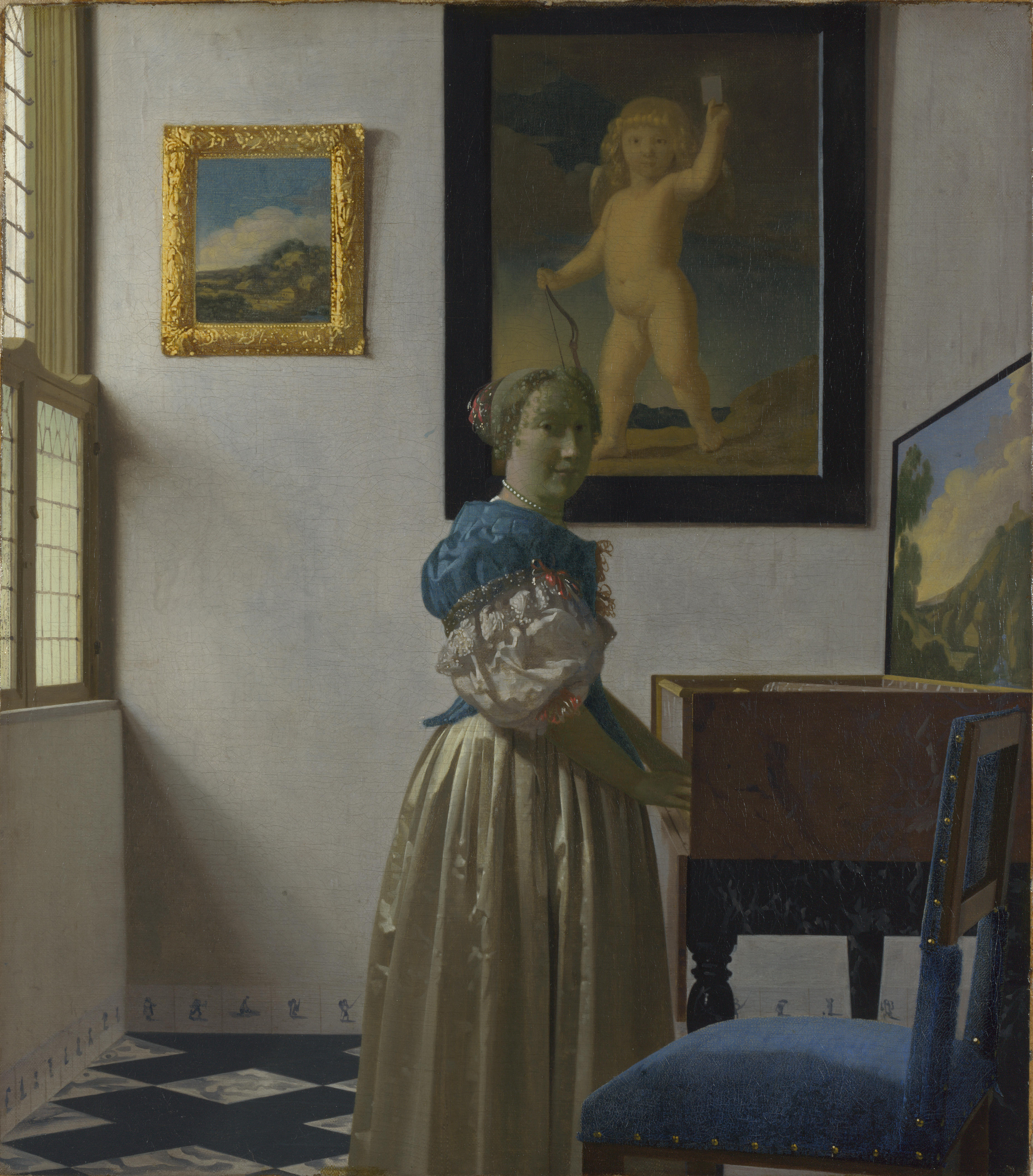
En Dama al virginal, hacia 1667–1669, hay una transición de estilo buscando una estilización. Abandonó las transiciones de color y empleó la yuxtaposición de colores. Se aprecia bien en el marco dorado de la pared.

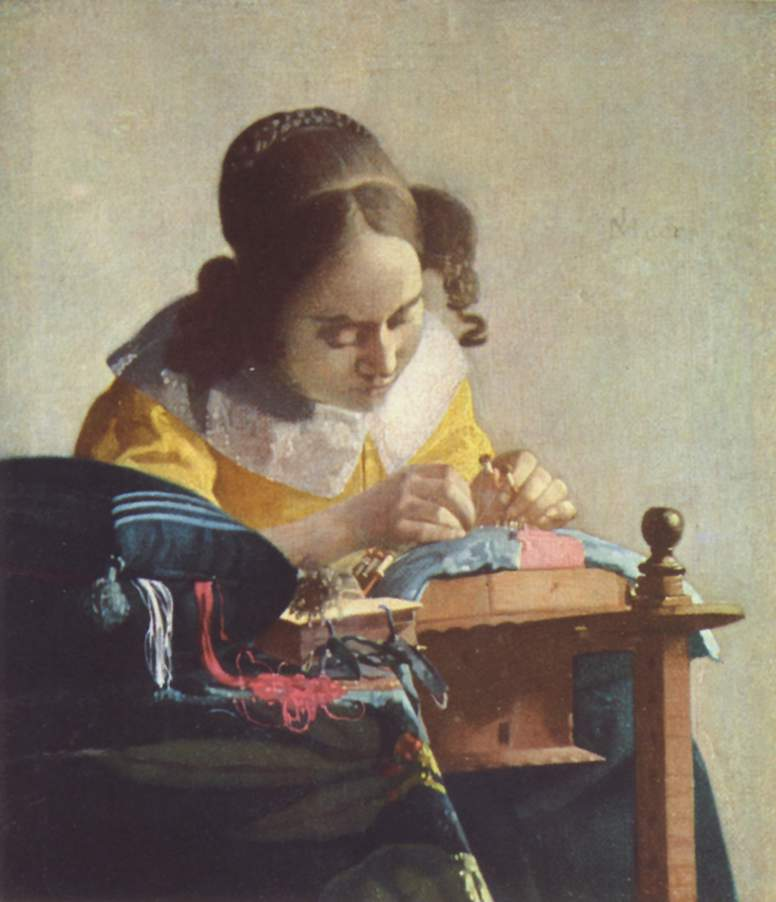
En La encajera, hacia 1669, mejoró su nueva técnica de estilización. Representó la concentración en el trabajo cuidando el rostro y las manos y prescindiendo de detalles que desvíen la atención. Dalí, que tenía admiración por este cuadro, realizó una copia y una versión surrealista del mismo.

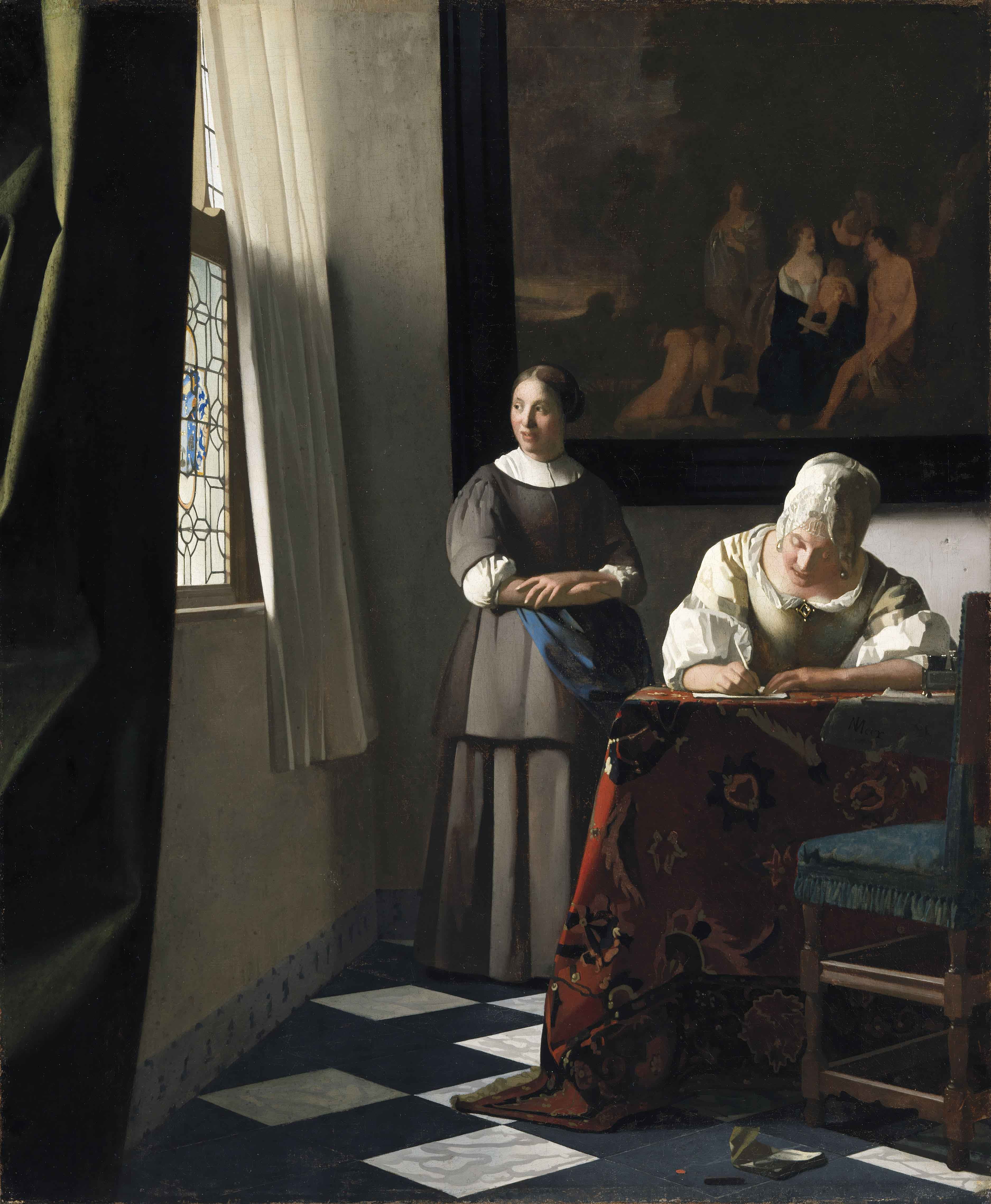
Una dama que escribe una carta y su sirvienta, hacia 1670, pertenece también al periodo estilizado, combinó elementos habituales consiguiendo representar la serenidad con maestría.

Jan Vermeer y su obra permanecieron en su mayor parte desconocidas durante su vida, ya que sus cuadros no encontraron un público más allá de un pequeño círculo de conocedores y seguidores. La razón es su escasa producción y que cuadros suyos llegaban solo alguna vez a subastas. Y aunque la calidad de la obra de Vermeer era apreciada, su obra apenas suscitó atención. Johannes Vermeer no fue completamente olvidado durante los siglos XVII y XVIII, pero era raramente mencionado en la literatura. Aun así, su obra era alabada en general. A comienzos del siglo XIX creció el interés en Johannes Vermeer, a pesar de que hubiese poca información biográfica disponible. Los cuadros de Vermeer fueron especialmente ensalzados en los catálogos de subastas y alcanzaron buenos precios. Por otra parte, la obra de Vermeer fue retomada por otros artistas, como por ejemplo Wybrand Hendriks, que copió la Vista de Delft y pintó cuadros costumbristas al estilo de Vermeer. En 1821, Christian Josi publicó un artículo con el título Discours sur l’état ancien et moderne des arts dans les Pays-Bas, en el que intentó reunir toda la información sobre Vermeer y que encumbró la obra del pintor.
Después de que el cuadro Vista de Delft fuese especialmente elogiado en la literatura especializada, el rey Guillermo I decidió comprar la obra a través del Mauritshuis. La obra de Vermeer de la galería real del Mauritshuis llamó la atención del coleccionista de arte británico John Smith. Smith mencionó a Vermeer en su catálogo de cuadros de Francia, Flandes y los Países Bajos, que ocupaba ocho volúmenes. Smith explicó la corta fama de Vermeer con su escasa obra. Como consecuencia, John Smith se extrañó de su habilidad, tomándolo como un imitador y alumno de otro pintor.
A partir de mediados del siglo XIX, la pintura de Vermeer tuvo una amplia recepción. El publicista y político francés Théophile Thoré conoció la pintura neerlandesa del siglo XVII durante sus viajes por los Países Bajos y Bélgica, entre la que se encontraba la de Vermeer. Thoré reconoció que el realismo en la representación de la vida diaria se correspondía bien con la estética de su tiempo. Ayudó a la consagración de Vermeer con tres artículos periodísticos muy positivos. En los textos, William Bürger, seudónimo de Théophile Thoré, catalogaba las obras de Vermeer y caracterizaba su pintura. Con los trabajos de Thoré-Bürger Vermeer entraba por primera vez de forma importante en la literatura sobre el Arte. Los impresionistas llegaron a través de la observación de la luz a conclusiones similares a las de Vermeer, en cuyos cuadros la luz se reproducía de forma natural. Así, la obra de Vermeer consiguió cada vez más apreciación.
A principios del siglo XX, se descubrieron cuadros de Vermeer en colecciones privadas, como por ejemplo Mujer joven con sombrero rojo. Estas obras habían sido atribuidas a otros pintores, como Gabriël Metsu y Pieter de Hooch. Pero Thoré-Bürger y otros críticos e historiadores del arte también atribuyeron a Vermeer cuadros que no eran suyos, como los de Jacobus Vrel y Jan Vermeer van Haarlem. El estudio de Vermeer en el siglo XX se ocupó sobre todo en la identificación exacta de la autoría. No fue hasta 1935 que el museo de Róterdam le dedicó su primera exposición individual.
En la actualidad, Vermeer es uno de los pintores neerlandeses más famosos. Así, en 1995 y 1996, 460.000 personas visitaron durante 14 semanas la exposición Johannes Vermeer en La Haya, en la que se exponían 22 de sus obras. Más extraordinario fue que las entradas se agotaran en la venta anticipada. En Washington D. C. la exposición fue visitada por 327.551 personas.

### Éxito comercial
Johannes Vermeer fue apoyado por mecenas, que compraron la mayoría de sus cuadros. Una importante colección acabó en manos de Jacob Dissius y su esposa Magdalena van Ruijven, dueños de una imprenta, que según un inventario realizado después de 1682 poseían 19 obras de Vermeer. Algunos provenían del padre de ella, Pieter Claesz van Ruijven. Otros pueden haber sido comprados por Magdalena van Ruijven, Jacob Dissius o su padre, Abraham Jacobsz Dissius, ya en la venta de la herencia, realizada el 15 de mayo de 1677 en el local del gremio de San Lucas, se vendieron 26 obras de Vermeer. Así que es probable que ambas familias compraran cuadros del pintor.
Comercialmente, las obras de Vermeer siempre tuvieron una posición destacada. El 16 de mayo de 1696 en una subasta de Gerard Houet, en la que se subastaron 134 cuadros, 21 de ellos eran aparentemente de Vermeer. Los precios exigidos por estos cuadros se encontraban entre los 17 y los 200 florines. El hecho de que sus cuadros alcanzaran precios tan altos es una señal de que era un artista buscado. En la misma subasta, por ejemplo, un retrato de Rembrandt se vendió por algo más de siete florines y la Decapitación de San Juan Bautista atribuido a Carel Fabritius se vendió por 20 florines, lo que subraya el valor de Vermeer.
Con la creciente fama y aprecio de la obra de Vermeer a principios del siglo XIX, también aumentaron los precios, Así, El geógrafo se vendió en 1798 por siete luises y en 1803 vendido de nuevo por 36. Un año más tarde, el Estado neerlandés compró Vista de Delft por deseo expreso del rey, por 2900 florines, una cantidad muy alta en la época y lo entregó al Mauritshuis. A finales del siglo XIX se iban negociando cada vez más cuadros de Vermeer a precios cada vez más altos. Millonarios norteamericanos como John Pierpont Morgan, Henry Frick, Henry Marquand e Isabella Stewart Gardner compraron obras de Vermeer y fueron cortejados por los museos, para que se los prestasen o quizás traspasasen la propiedad. Un ejemplo del desarrollo de los precios es la Alegoría de la fe. En 1899, Abraham Bredius compró este cuadro por unos 700 florines y lo prestó al Mauritshuis y al museo Boymans van Beuningen. Bredius vendió finalmente el cuadro por unos 300.000 dólares al estadounidense Michael Friedsam, que lo entregó en herencia al Museo Metropolitano de Nueva York. Por 625.000 florines compró Henri W. A. Deterding en 1921 el cuadro La callejuela de la colección Collectie Six, llamada así por el coleccionista Jan Six, y se lo regaló al Estado neerlandés. Por voluntad de Deterding el cuadro se muestra en el Rijksmuseum en Ámsterdam. El desarrollo de los precios y la gran demanda convirtieron a Vermeer en un autor atractivo para falsificadores.
En 1940, Adolf Hitler compró El arte de la pintura (Alegoría de la pintura) por 1.650.000 reichsmark a los austríacos Eugen y Jaromir Czernin. Los impuestos de unos 500.000 reichsmark también fueron pagados por Hitler. Anteriormente ya había habido varias ofertas, entre otras, una de más de seis millones de dólares del secretario de estado de Estados Unidos Andrew Mellon, pero no se dio el permiso de exportación. El cuadro fue comprado para el museo de arte que tenía planeado en Linz y, tras su compra, el cuadro quedó temporalmente en Múnich. Hacia finales de la Segunda Guerra Mundial fue escondido en la mina de sal de Altaussee y después de la guerra fue tomado prestado por los estadounidenses. Estos entregaron El arte de la pintura al Museo de Historia del Arte de Viena.
En 2004, Steve Wynn subastó Mujer joven sentada al virginal por treinta millones de dólares. Era la primera vez que un Vermeer era subastado desde 1921.

## Falsificaciones
Debido a que la autoría de Vermeer solo se considera segura en 37 cuadros, ha habido una y otra vez rumores sobre la existencia de más cuadros, cuya localización sería desconocida. Esta circunstancia ha sido aprovechada para que falsificadores crearan cuadros de Vermeer supuestamente desconocidos hasta el momento y los vendiesen en el mercado del arte. La demanda de cuadros de Vermeer era tan grande que no podía ser cubierta por su escasa obra.
El neerlandés Han van Meegeren (1898-1947) creaba falsificaciones tan perfectas que incluso el experto en Vermeer Abraham Bredius realizó peritajes sobre la autenticidad de estas obras. Bredius confirmó entre otros la autenticidad del cuadro Cena de Emaús de van Meegeren, comprado por el Museo Boijmans van Beuningen de Róterdam en 1938. Incluso el Estado neerlandés compró el falso Vermeer El lavapiés en 1943, que se encuentra en la actualidad en el Rijksmuseum en Ámsterdam. 
También el Reichsmarschall Hermann Göring compró una falsificación de Han van Meegeren para la colección que estaba creando mediante el expolio en los países ocupados de Europa durante la Segunda Guerra Mundial. La falsificación era tan buena, que las autoridades neerlandesas también la dieron por auténtica y le acusaron de traición por haber vendido bienes artísticos neerlandeses a los nazis. Para demostrar que él era el autor del cuadro en cuestión, Van Meegeren compuso un nuevo cuadro atribuible a Vermeer ante el atento examen de la policía neerlandesa. Las autoridades neerlandesas cambiaron los cargos de traición a falsificación, por los que Van Meegeren fue condenado a dos años de prisión.
Además de Bredius, también Wilhelm von Bode y el director del Mauritshuis, Wilhelm Martin, realizaron peritajes positivos para falsificaciones de Vermeer. Estos cuadros pertenecen en la actualidad a la National Gallery of Art de Washington.
Entretanto existen métodos de estudio con los que se puede fijar con seguridad si un cuadro atribuido a Johannes Vermeer ha sido pintado en la época adecuada. Falsificaciones en las que se empleó plomo moderno o compuestos de plomo moderno en los pigmentos, se pueden detectar con ayuda del método del plomo 210. El plomo 210 es un isótopo del plomo de la familia de desintegración del uranio 238, creado a partir del radio 226 con un tiempo medio de vida de 22 años. Este tiempo de vida medio tan corto puede ser empleado para identificar falsificaciones más recientes. Además, en la época de Vermeer se empleaba en los Países Bajos plomo procedente del Mittelgebirge de Europa Central. A partir del siglo XIX se comenzó a emplear plomo de América y Australia, de forma que la cerusa (el pigmento blanco) tiene trazas de elementos y composición isotópica diferentes que se distinguen de la cerusa antigua. Este además se caracterizaba por un alto contenido de plata y antimonio, mientras que la cerusa moderna ya no contiene estos elementos químicos, que se separan del plomo por reducción.

## Influencia posterior

### Pintura

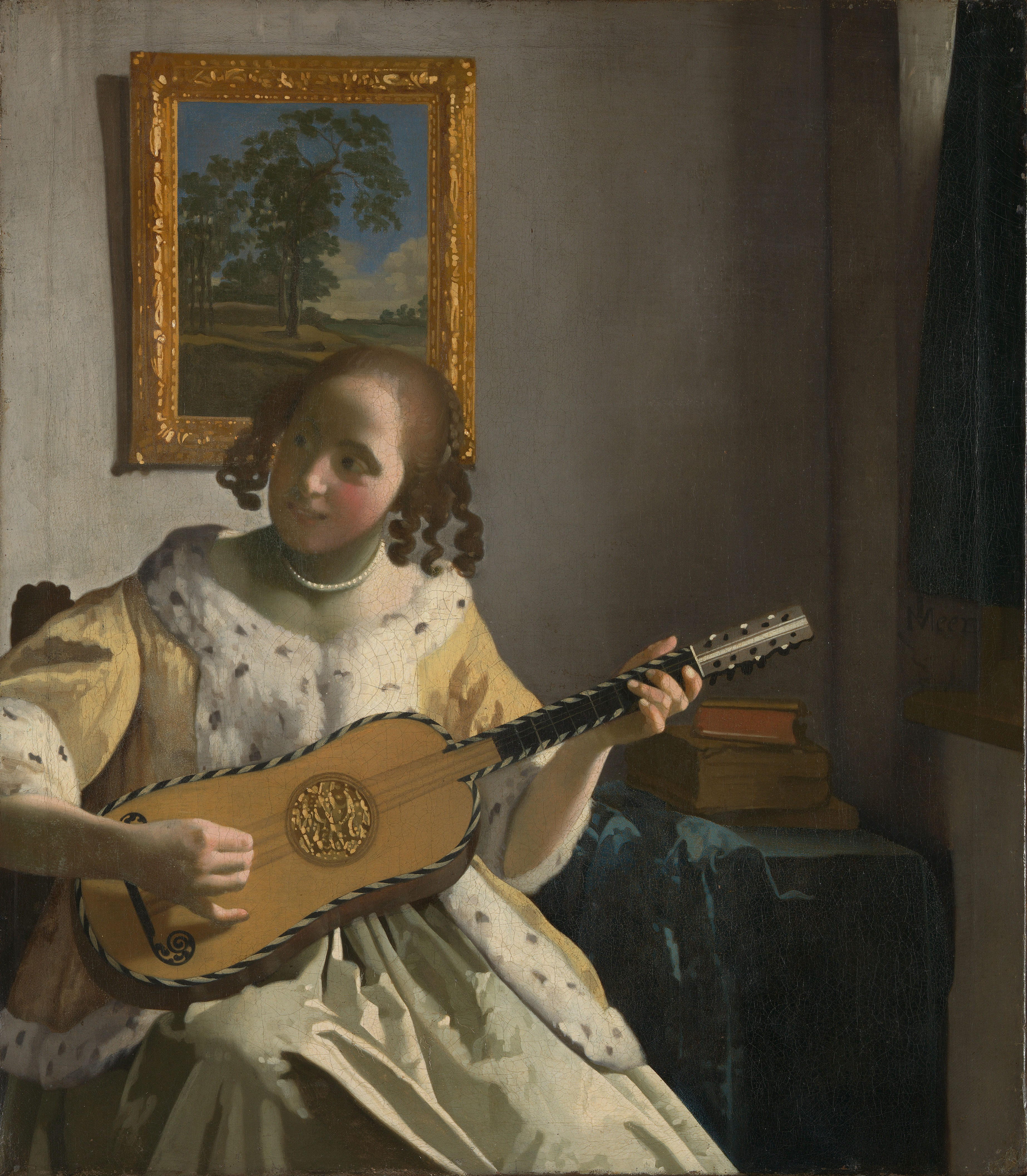
Mujer tocando la guitarra, hacia 1672. El estilo tardío se extrema, algunos detalles son tratados esquemáticamente. Abandona su ideal de figuras inmóviles haciendo reír y moverse a esta mujer.

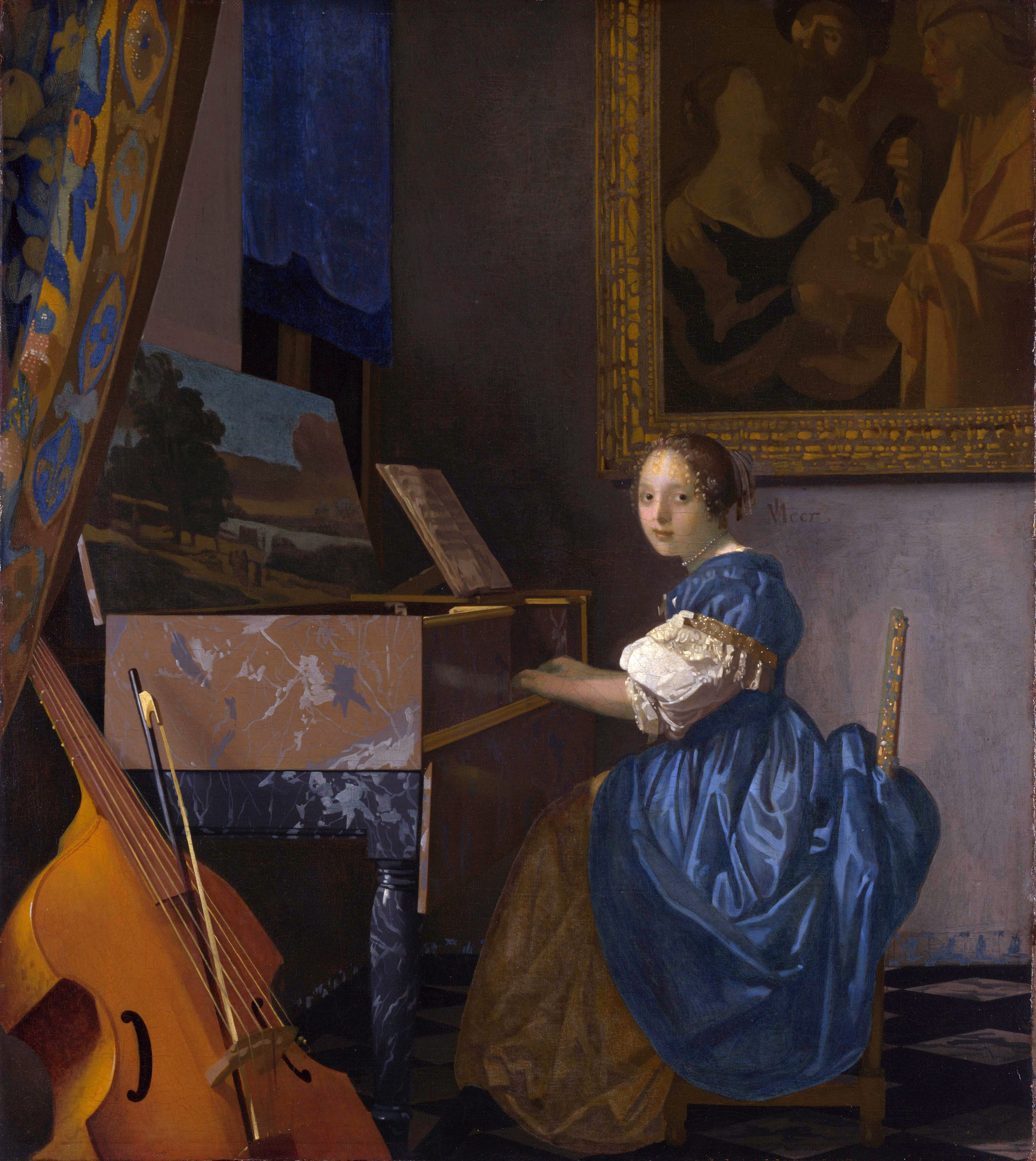
Mujer sentada tocando la espineta, hacia 1675. Se aprecia la decadencia de su fuerza creadora tanto en la composición, como en la luz y los detalles.

En pintura, Vermeer supuso una importante influencia para Salvador Dalí. De niño, Dalí estaba fascinado por una reproducción de La encajera de Vermeer que colgaba en el despacho de su padre. En 1934, pintó algunas obras relacionadas con obras de Johannes Vermeer, como Masquerader, intoxicated by the limpid atmosphere («El que participa en un baile de máscaras, intoxicado por una atmósfera límpida») o Espectro de Vermeer de Delft, que representa a Vermeer como una figura oscura arrodillada, de manera que la pierna forma una mesa. Sobre la mesa se encuentra una botella y una pequeña copa. En el cuadro Paysage avec elements enigmatiques («Paisaje con elementos enigmáticos») del mismo año, Jan Vermeer está representado frente al caballete. En 1936, pintó Apparition de la ville de Delft («Aparición en la villa de Delft»), que muestra al fondo una parte de la Vista de Delft. Salvador Dalí pidió permiso al Louvre para hacer una copia de La encajera, que le fue concedido. De esta forma pintó en 1955 la copia y el cuadro Peintre paranoïaque-critique de la Dentellière de Vermeer («Pintor paranoico-crítico de la encajera de Vermeer»), en el que hace explotar el cuadro en forma de cuernos de rinoceronte. Esta forma ya había aparecido en la niñez de Dalí, porque al mirar el cuadro tenía que pensar en los cuernos.
Salvador Dalí admiraba a Vermeer y comparó La encajera con la Capilla Sixtina, señaló literalmente:

Miguel Ángel con su Juicio Final no es más extraordinario que Vermeer van Delft con su encajera en el Louvre, de tamaño un palmo cuadrado. Cuando se tienen en cuenta las dimensiones plásticas, se puede afirmar que La encajera es extraordinaria frente a la Capilla Sixtina.
Dalí

### Literatura
Gran fama tiene la alusión al cuadro Vista de Delft en la obra del escritor francés Marcel Proust. Proust viajó en octubre de 1902 a los Países Bajos y vio allí, entre otros cuadros, también Vista de Delft de Vermeer, que fue la que más le gustó. Cuando en primavera de 1921 se mostró una colección de cuadros de maestros neerlandeses en el museo del Jeu de Paume en París, Proust fue a verla, a pesar de que estaba enfermo de asma y se había retirado de la vida pública, ya que se mostraban Vista de Delft, La lechera y La joven de la perla. En la escalera de entrada a la exposición tuvo un ataque de debilidad, que achacó a las patatas que había comido antes. Marcel Proust retomó tanto la vista de Delft como su ataque de debilidad en su obra monumental A la recherche du temps perdu (escrito entre 1913 y 1927, «En busca del tiempo perdido»), concretamente en su quinta parte, La Prisonnière (1923, «La prisionera») con su personaje Bergotte. Gracias a una crítica, Bergotte ve fijada su atención por un «trozo de muro amarillo» en la Vista de Delft. Este trozo de muro resulta todavía en la actualidad un misterio, ya que no se ha encontrado en el cuadro. El lugar es descrito en el francés original como Le petit pan de mur jaune avec un auvent y du tout petit pan de mur jaune («el pequeño trozo de muro con un tejadillo»). Ya que este elemento no está en el cuadro, actualmente se supone que o bien fue inventado por Proust para su novela, o bien es debido a un fallo en su memoria.
Recientemente, Vermeer ha conseguido una gran popularidad gracias a la novela La joven de la perla de Tracy Chevalier. El libro trata la cuestión de la identidad de la mujer que aparece en el cuadro La joven de la perla, desarrollando una historia ficticia alrededor de la criada Griet, que hace de modelo. También es ficción la historia de Susan Vreeland en su libro La joven de azul jacinto. En el libro, un cuadro ficticio de Vermeer, Niña con costurero, que mostraría a la hija del pintor, es mostrado a través de sus dueños, desde el presente hasta el mismo Vermeer, que solo es tratado al final del libro.
Con El enigma Vermeer, el pintor llega a la literatura infantil. El libro de la autora Blue Balliett trata sobre todo los cuadros El geógrafo y Dama en amarillo escribiendo. Este último es robado en la historia para llamar la atención sobre el hecho de que algunos cuadros han sido atribuidos por error a Vermeer.
En 2005, Luigi Guarnieri escribió la novela La doppia vita di Vermeer («La doble vida de Vermeer»), que cuenta la historia del falsificador Han van Meegeren, que consiguió hacerse famoso con sus falsificaciones de Vermeer.

### Cine
La obra de Vermeer no solo dejó su huella en la pintura de Dalí, sino también en su obra cinematográfica. En 1954 Dalí y Robert Descharnes comenzaron los trabajos para la realización de una película titulada L’Histoire prodigieuse de la Dentelliere et du Rhinoceros o también L’aventure prodigieuse de la Dentelliere et du Rhinoceros. La película, relacionada con La encajera y el rinoceronte, no llegó a terminarse. También en la película surrealista Un perro andaluz de 1929, coescrita por Dalí, aparece brevemente La encajera como ilustración en un libro.
Peter Greenaway intentó reproducir las obras de Vermeer en su película A Zed & Two Noughts (1985; «Una Z y dos ceros»). En la película All the Vermeers in New York (1990; «Todos los Vermeer en Nueva York») de Jon Jost se menciona a menudo a Vermeer cuando una actriz francesa se encuentra con un agente en el Metropolitan Museum.
En 2003, el director británico Peter Webber adaptó el libro La joven de la perla. La protagonista, Griet, la criada, fue interpretada por Scarlett Johansson y Vermeer por Colin Firth. La película La joven de la perla consiguió varios galardones y fue nominada a tres premios Óscar.
En 2013 Teller dirigió la película documental Tim's Vermeer. Se observa al inventor Tim Jenison en un proceso de 5 años para reproducir el cuadro Lección de música recreando los modelos y técnica originales.